# Шульгин, Василий Витальевич
Васи́лий Вита́льевич Шульги́н (1 [13] января 1878, Киев — 15 февраля 1976, Владимир) — русский политический и общественный деятель, публицист. Депутат Второй, Третьей и Четвёртой Государственных дум, во время Февральской революции принявший отречение из рук Николая II. Один из организаторов и идеологов Белого движения. Русский националист и монархист.

## Молодые годы

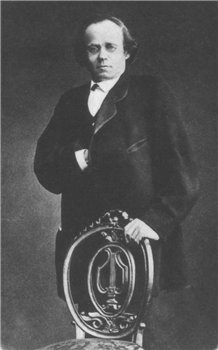
В. Я. Шульгин, отец Шульгина

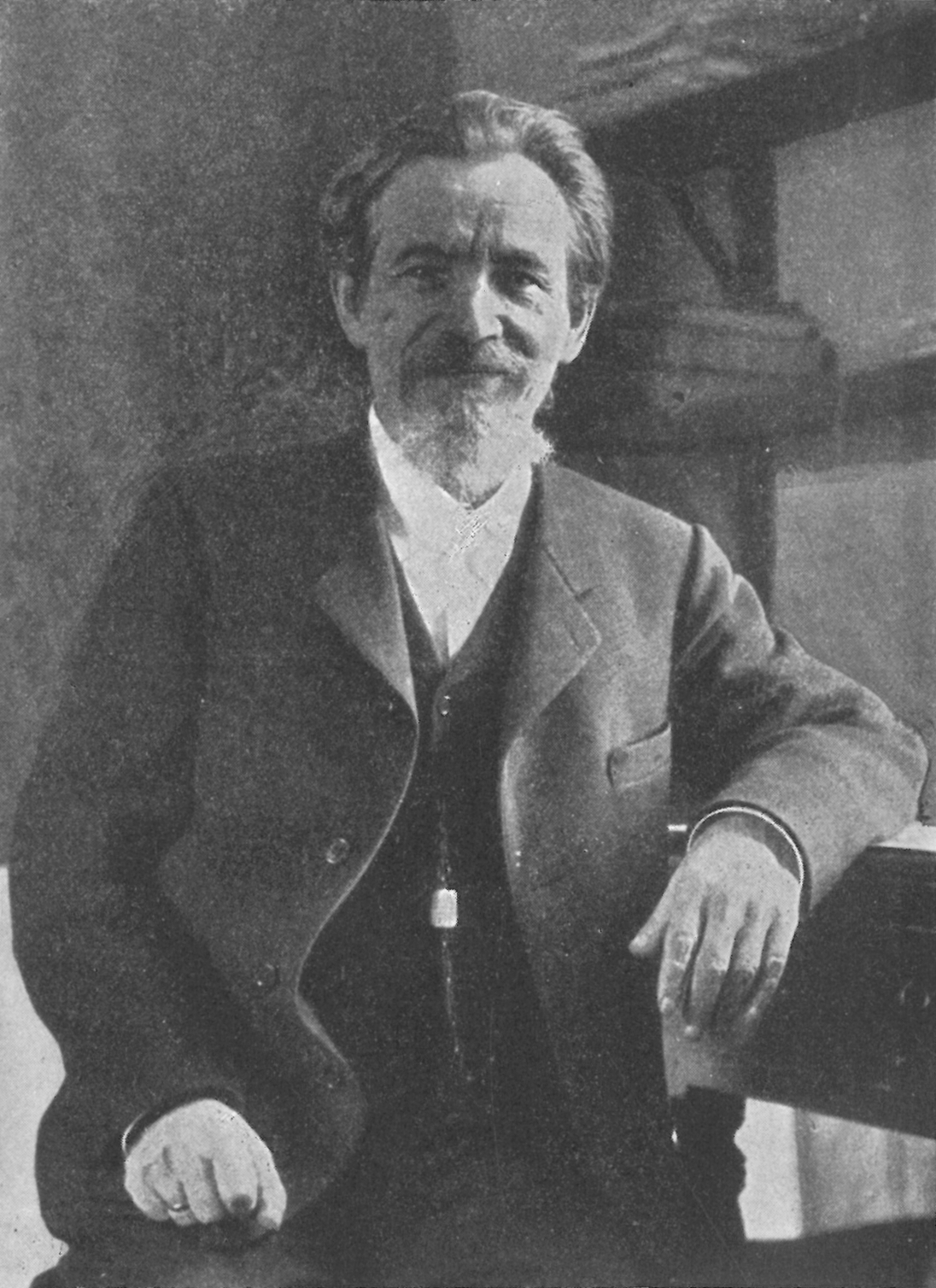
Дмитрий Иванович Пихно, отчим Шульгина

По происхождению Шульгин — потомственный дворянин Волынской губернии.
О детских его годах известно немногое. Родился в Васильев вечер 1 (13) января 1878 года в Киеве в семье историка Виталия Яковлевича Шульгина (1822—1878). Отец умер, когда мальчику ещё не было и года, а мать умерла от туберкулёза, когда Василию ещё не было пяти лет. Мальчика воспитывал отчим, учёный-экономист Дмитрий Иванович Пихно, редактор газеты «Киевлянин» (сменил на этой должности отца Василия Шульгина), впоследствии — член Государственного Совета. С отчимом у Шульгина сложились тёплые, дружеские отношения. Как впоследствии утверждал сам Шульгин, формирование его политических взглядов и мировоззрения произошло под влиянием отчима, и до самой его смерти на все политические события в стране Шульгин «смотрел его глазами». Крёстным отцом Шульгина был профессор Университета Святого Владимира, впоследствии министр финансов Российской империи Н. Х. Бунге.
В 1895 году Шульгин окончил Вторую киевскую гимназию с довольно посредственными оценками: в аттестате зрелости у него по шести из одиннадцати предметов стояли «тройки» — в частности, по русскому языку, истории, латыни. В тот же год поступил в Киевский Императорский университет святого Владимира для изучения права на юридическом факультете. По окончании университета в 1900 году, по тогдашнему увлечению техническими специальностями, поступил в Киевский политехнический институт на механическое отделение, но, проучившись всего один год, покинул его. Негативное отношение к революционным идеям сформировалось у Шульгина ещё в университете, когда он постоянно становился очевидцем беспорядков, организовывавшихся революционно настроенными студентами. Тогда же сформировались его политические взгляды. Сам Шульгин в зрелые годы так вспоминал об этом времени: «Антисемитом я стал на последнем курсе университета. И в этот же день, и по тем же причинам я стал „правым“, „консерватором“, „националистом“, „белым“, ну, словом, тем, что я есть сейчас…».
Шульгин был очень эрудированным человеком, знал несколько иностранных языков, играл на гитаре, фортепиано и скрипке. На гитаре и скрипке любил играть до последних дней жизни, скрипка Шульгина представлена в экспозиции музея на территории Спасо-Ефимиевого монастыря. В сорок лет стал вегетарианцем.
Шульгин прошёл обычную для призывника, имеющего законченное среднее образование, одногодичную срочную службу в армии (3-я сапёрная бригада) и в 1902 году был уволен в запас в стандартном для такого призыва чине прапорщика запаса полевых инженерных войск. После, уже «состоявшимся» семейным человеком — мужем и отцом, он уехал в Волынскую губернию и занялся сельским хозяйством (сначала в селе Агатовка Буринской волости Острожского уезда, а с 1905 года поселился в семейном 300-десятинном имении Курганы, где проживал до 1907 года — до начала своей политической деятельности, которая потребовала его переезда в Петербург). Шульгин со своим отчимом занимались зерновой торговлей. Они владели рядом мельниц, в том числе «огромной вальцевой мельницей», на которых мололи пшеницу как собственную, так и окрестных крестьян, продавая на зерновом рынке уже не просто зерно, а переработанный продукт — муку. Попутно Шульгин занимался написанием романа «Приключения князя Яноша Воронецкого» и земскими делами — его назначили «попечителем по пожарно-страховым делам». Он стал также почётным мировым судьёй и земским гласным Острожского уезда.
Такая жизнь продолжалась вплоть до 1905 года, когда в сентябре он был призван (по другим данным, ушёл на войну добровольцем) на Русско-японскую войну, которая закончилась, прежде чем Шульгин добрался до фронта; однако он продолжал служить с сентября по декабрь 1905 года младшим офицером в 14-м сапёрном батальоне в Киеве. После опубликования Манифеста 17 октября 1905 года в Киеве начались волнения, и Шульгин вместе со своими солдатами принимал участие в усмирении еврейских погромов.
Отчим принял Шульгина журналистом в свою газету, где под влиянием революционных событий 1905 года Шульгин начал печататься (с сентября 1913 года Шульгин стал редактором этой газеты). Талант Шульгина-публициста был отмечен как современниками, так и исследователями его наследия. Шульгин был очень плодовит — в доэмигрантский период его статьи появлялись каждые два—три дня, а то и ежедневно.
Тогда же Шульгин вступил в Союз русского народа (СРН) и являлся почётным председателем отделения Острожского уезда, а затем и в Русский народный союз имени Михаила Архангела, так как посчитал его лидера В. М. Пуришкевича более энергичным, чем лидера СРН А. И. Дубровина. Однако настоящим черносотенцем Шульгин не был, так как был сторонником парламентаризма, в то время как СРН был принципиальным противником Государственной думы и отстаивал идеи традиционного самодержавия.

## В Думе

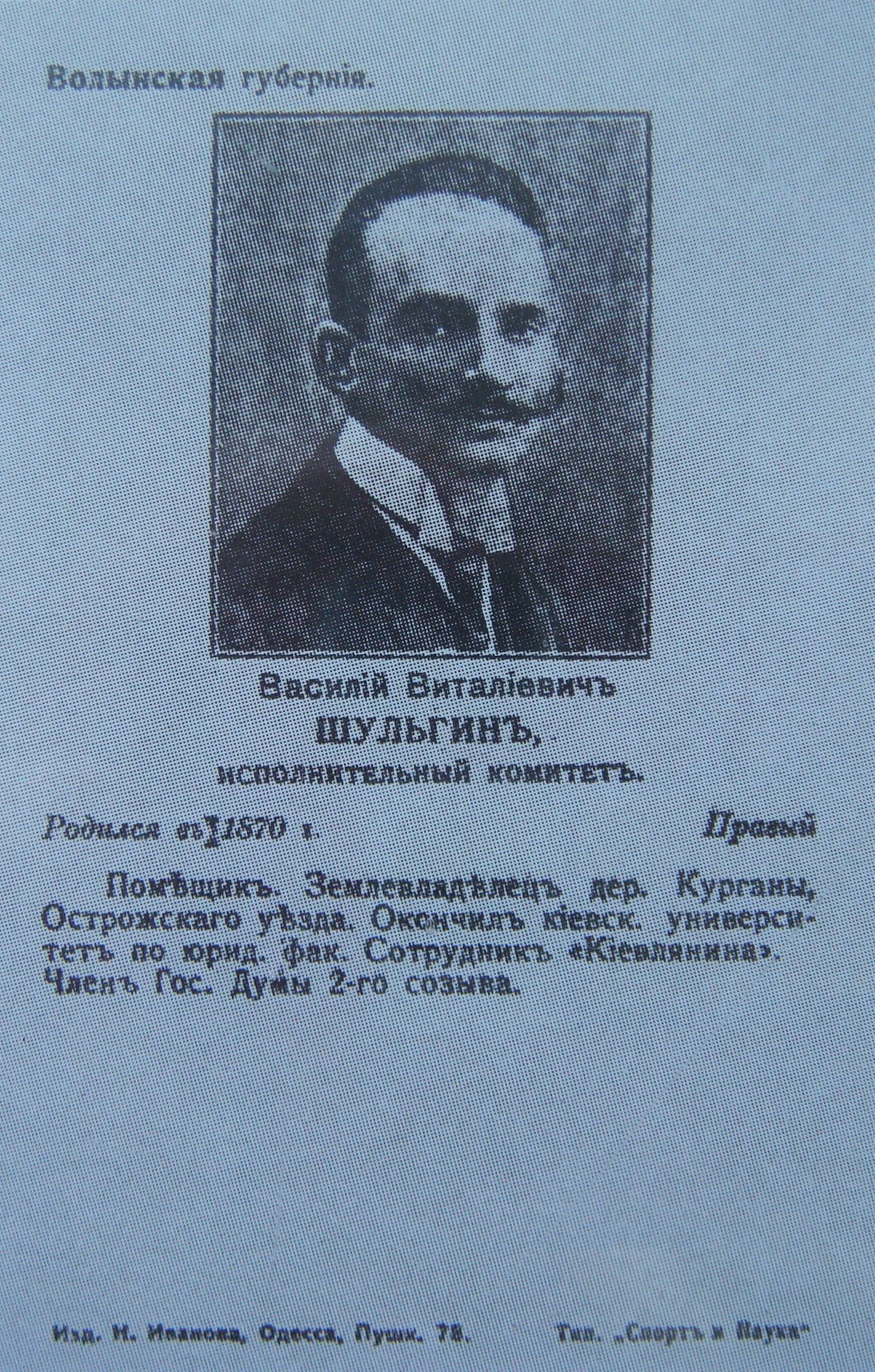
В. В. Шульгин — кандидат в депутаты III Думы

Твой голос тих, и вид твой робок,    

Но чёрт сидит в тебе, Шульгин.

Бикфордов шнур ты тех коробок,

Где заключён пироксилин.
Эпиграмма В. М. Пуришкевича 
на В. В. Шульгина

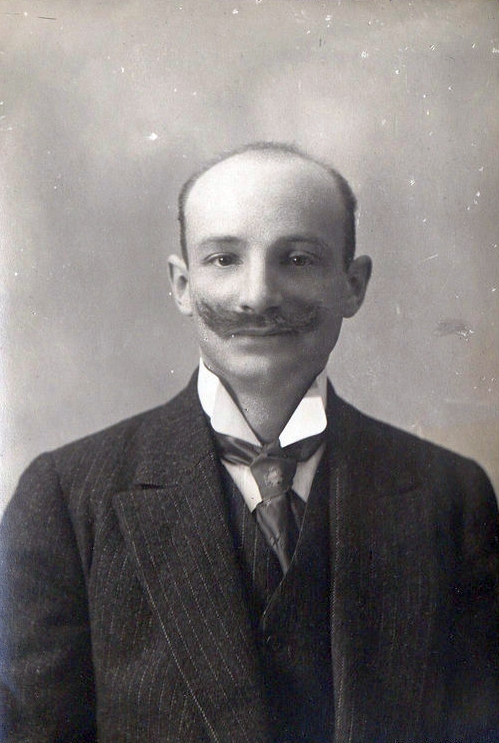
В. Шульгин, 1913 год

На своих первых выборах — во II Думу — Шульгин проявил себя умелым агитатором. Он избирался как помещик от Волынской губернии сначала во II, а позже в III и IV Думы, где был одним из лидеров фракции «правых», а затем умеренной партии русских националистов — Всероссийского национального союза и солидарной с ВНС организации — Киевского клуба русских националистов.
C течением времени Шульгин c правого фланга (II Дума) переходил на всё более умеренные позиции, постепенно сближаясь с центром в лице октябристов (III Дума), а затем и кадетов (IV Дума). Историк Д. И. Бабков полагал, что такое изменение позиций Шульгина было обусловлено прежде всего безоговорочным желанием довести Россию до победы в войне, поэтому он, оставаясь правым и монархистом, готов был идти на союз с теми силами, которые провозгласили лозунг «война до победного конца». По мнению Бабкова, Шульгин полагал, что ни правые, ни царское правительство довести страну до победы не смогут.
Менялось у Шульгина и отношение к думской работе. Шульгин вспоминал, что в детстве он «…ненавидел Парламент». Схожее отношение было у Шульгина и ко Второй Думе, депутатом которой он был выбран спонтанно и вопреки собственному желанию: «когда один что-то говорит, потом другой что-то говорит, а потом все вместе что-то кричат, хотя бы и грозя кулаками, и покричавши разойдутся пить пиво, какая же это „борьба“ в самом деле? Мне делалось скучно и противно — до тошноты». Но уже во время работы III Думы он «втянулся» в парламентскую работу. В бытность депутатом IV Думы он писал в письме своей сестре Л. В. Могилевской в 1915 году: «Не думайте, что мы не работаем. Государственная Дума делает всё, что может; поддерживайте её всеми силами — в ней жизнь», а в апреле 1917 года, когда в результате революции Россия вообще осталась без представительного органа, Шульгин писал: «мыслить Россию без народного представительства… не решится ни один фанатик».
Шульгин был великолепным оратором. Выступая в Думе, Шульгин говорил негромко и вежливо, всегда оставаясь спокойным и иронично парируя выпады противников, за что получил прозвище «очковая змея». Советский публицист Д. Заславский такими словами описывал отношение к Шульгину его думских оппонентов: «Его ненавидели больше, чем Пуришкевича, больше, чем Крупенского, Замысловского и других думских черносотенцев и скандалистов». Сам же Шульгин позднее вспоминал о своих думских выступлениях: 

Я как-то был в бою. Страшно? Нет… Страшно говорить в Государственной Думе… Почему? Не знаю… Может быть, потому что слушает вся Россия…— Шульгин В. В. Дни
Шульгин писал стихи и в думский период удачно состязался в политическом стихотворстве с В. М. Пуришкевичем, мастером политической пародии и эпиграммы. Стихотворение В. В. Шульгина «Пал богатырь. На пир кровавый» стало поэтическим эпиграфом издававшейся Пуришкевичем «Книги русской скорби». Сам же Шульгин входил в редакционную комиссию этого издания.

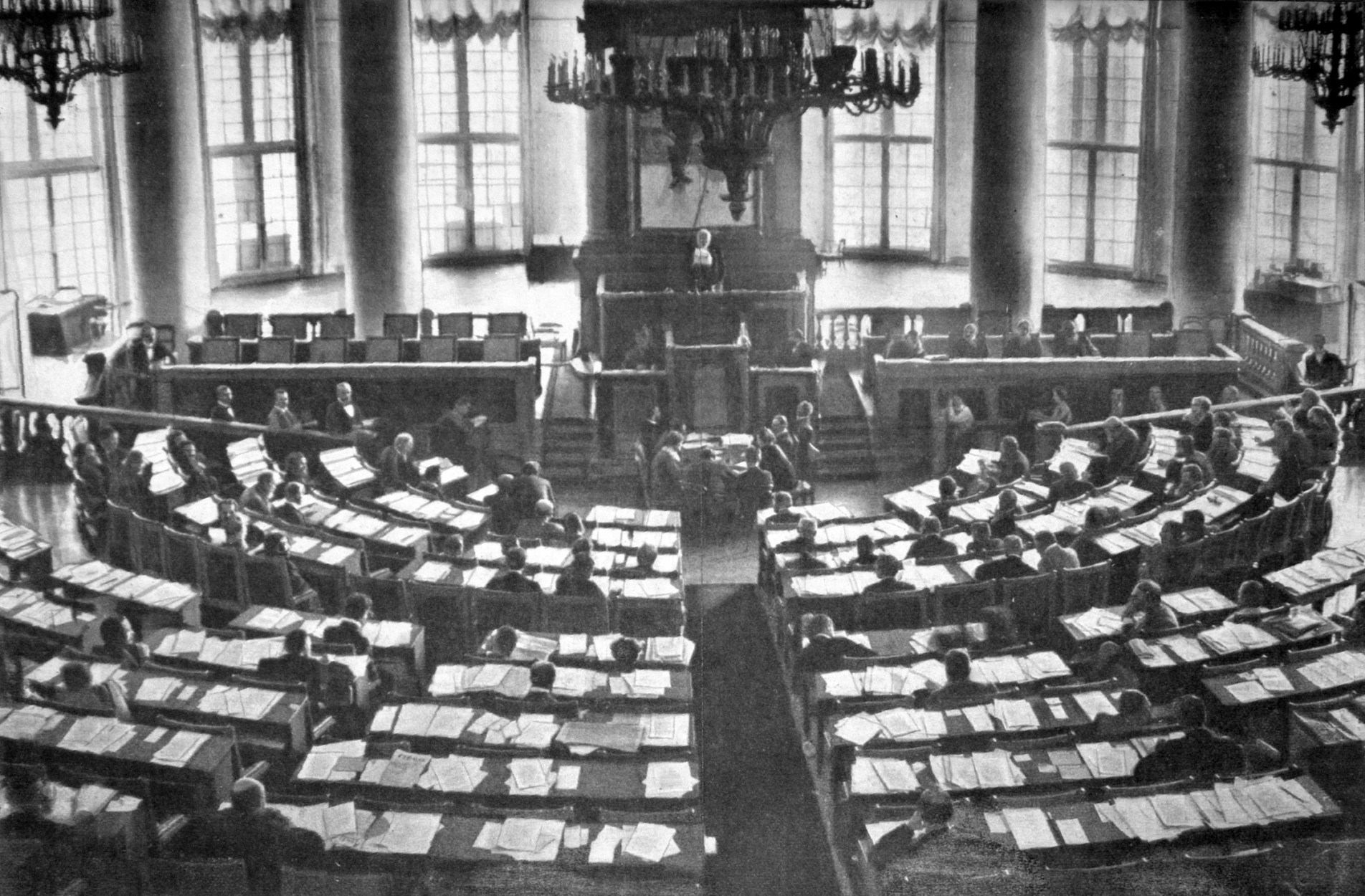
Зал заседаний Государственной думы. Сюда, как вспоминал Шульгин, он любил приходить вечером и размышлять в одиночестве

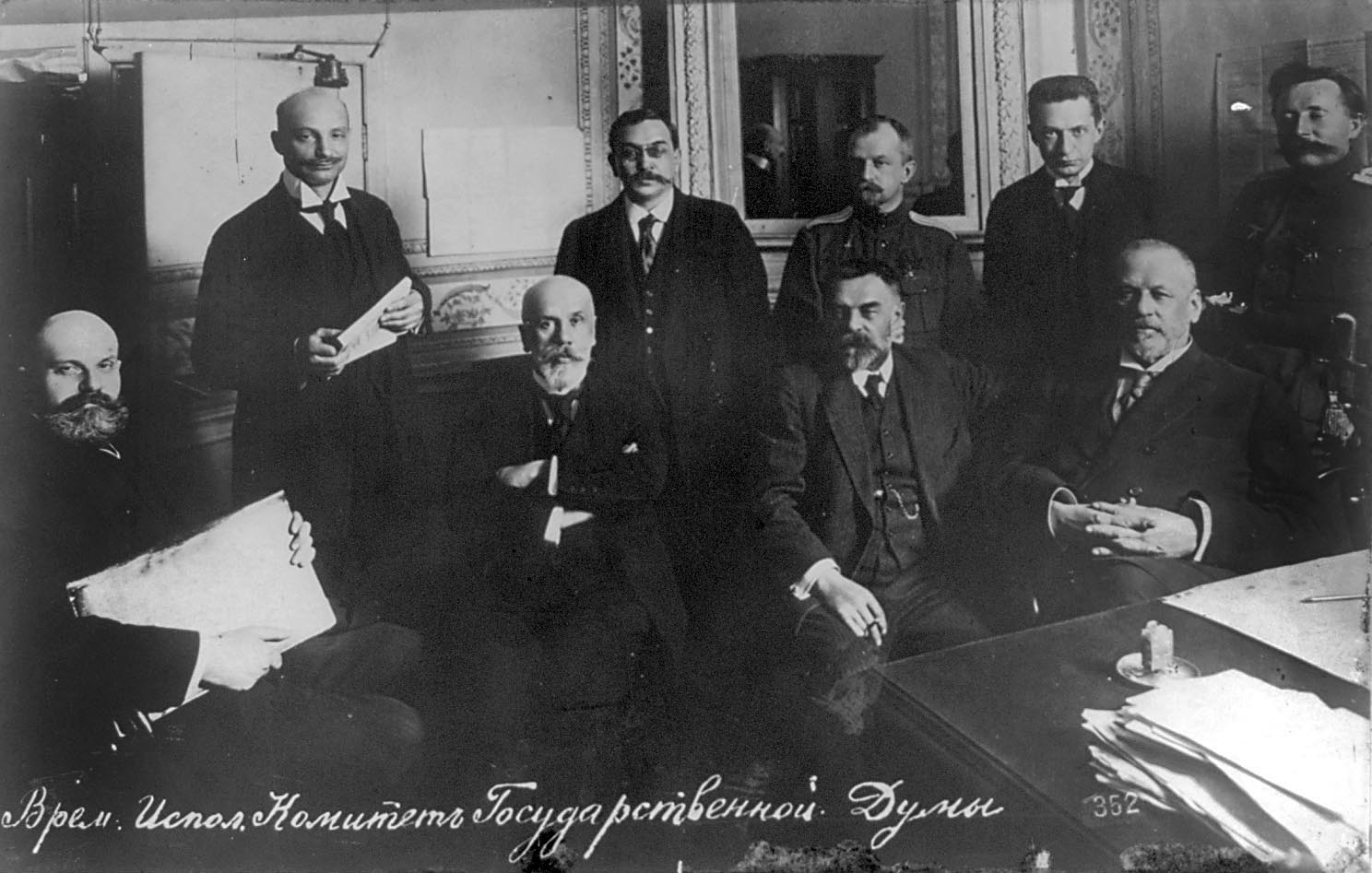
Шульгин в составе Комитета Государственной думы России

Во II и III Думах Шульгин поддерживал правительство П. А. Столыпина как в реформах, так и в курсе на подавление революционного движения, включая введение военно-полевых судов. Несколько раз его принимал Николай II.
Осенью 1913 года выступил в газете «Киевлянин» с публичным осуждением государственного правосудия, в лице киевской прокуратуры, в деле Бейлиса. За эту статью Шульгин был обвинён в распространении «заведомо ложных сведений о высших должностных лицах» и в начале 1914 года приговорён судом к тюремному заключению сроком на три месяца. От тюремного срока Шульгина спасла лишь депутатская неприкосновенность, а после того, как с началом Первой мировой войны Шульгин записался добровольцем в Русскую армию, император Николай II вообще распорядился посчитать «дело не бывшим», что, однако, всё равно было проигнорировано российской судебной машиной.
С началом Первой мировой войны Шульгин ушёл добровольцем на Юго-Западный фронт прапорщиком 166-го Ровненского пехотного полка. Весной 1915 года, практически сразу же по прибытии в действующую армию, был ранен в атаке под Перемышлем. Ранение было таким, что о дальнейшей службе в армии речь уже не шла. Впоследствии заведовал фронтовым питательно-перевязочным пунктом, организованным на средства земских организаций (Санитарный отряд Юго-Западной земской организации). На время проведения думских сессий, как депутат Думы, имел возможность уезжать из отряда в столицу. Был членом Особого совещания по обороне.
В начале 1915 года выступил в Думе против ареста, несмотря на депутатскую неприкосновенность, пораженцев-большевиков из думской фракции социал-демократов и суда над ними по уголовной статье; считал это «незаконным» и называл «крупной государственной ошибкой». 13 (26) августа 1915 год вышел из думской фракции националистов и совместно с В. А. Бобринским образовал «Прогрессивную группу националистов», став товарищем председателя фракции, однако из-за частых разъездов Бобринского фактически возглавил группу. Вместе со многими депутатами Думы (от крайне правых до октябристов и кадетов) участвовал в создании Прогрессивного блока, в котором видел союз «консервативной и либеральной части общества», и вошёл в состав его руководства, сблизившись с М. В. Родзянко, П. Н. Милюковым и другими либеральными деятелями — своими бывшими политическими противниками. Перейдя на сторону врагов самодержавия, тем не менее искренне продолжал считать себя монархистом, забыв о своих собственных выводах о революции 1905—1907 годов, когда, по его же словам, «либеральные реформы только подзадорили революционные элементы, толкнули их на активные действия». Известность получила речь Шульгина 3 (16) ноября 1916 год, ставшая своеобразным продолжением прозвучавшего двумя днями ранее выступления лидера кадетов П. Н. Милюкова. В своей речи Шульгин выразил сомнение, что правительство способно довести Россию до победы, а потому призывал «бороться с этой властью до тех пор, пока она не уйдёт». В своём выступлении на последнем заседании Думы 15 (28) февраля 1917 года Шульгин назвал царя противником всего того, «что, как воздух, необходимо стране».

## Русские революции 1917 года

### События в Петрограде 26—28 февраля
Судя по воспоминаниям Шульгина, Февральскую революцию он встретил без восторга. Вспоминая это время в эмиграции, он писал: 

С первого же мгновения … отвращение залило мою душу, и с тех пор не оставляло меня во всю длительность «великой» русской революции. Бесконечная струя человеческого водопровода бросала в Думу всё новые и новые лица… Но сколько их ни было — у всех было одно лицо: гнусно-животно-тупое или гнусно-дьявольски-злобное… Боже, как это было гадко!… Так гадко, что, стиснув зубы, я чувствовал в себе одно тоскующее, бессильное и потому ещё более злобное бешенство… 
 Пулемётов! 

Пулемётов — вот чего мне хотелось. Ибо я чувствовал, что только язык пулемётов доступен уличной толпе и что только он, свинец, может загнать обратно в его берлогу вырвавшегося на свободу страшного зверя… 

Увы — этот зверь был… его величество русский народ…— Шульгин В. В. Дни.
Слова Шульгина о том, что «революция вызывает желание взяться за пулемёты», стали впоследствии в некотором роде крылатым выражением.
Отголосок неприятия революционных петроградских улиц сквозил и в более позднем их описании в фильме «Перед судом истории» (1965). Восставшие петроградцы, по свидетельству Шульгина-кинохроникёра, представали как «сплошная беспорядочная толпа, серо-рыжая солдатня и черноватая рабочеподобная масса». Историк Олег Будницкий, однако, полагал, что Шульгин рассматривал происходившее в те дни в Петрограде как «меньшее зло» в сравнении с непопулярным режимом, неспособным вести войну, а столь категорично-отрицательное описание революционной толпы приписывал оценкам, сформировавшимся у Шульгина в ходе последующих событий.
Шульгин, тем не менее, принял активнейшее участие в революционных событиях. 27 февраля (12 марта) 1917 года он был избран в состав Временного комитета Государственной думы (ВКГД). 28 февраля (13 марта) на автомобиле под красным флагом Шульгин поехал «брать Бастилию» — в Петропавловскую крепость, чтобы убедить её офицеров перейти на сторону революции. В ходе переговоров с комендантом крепости генералом В. Н. Никитиным ему удалось уговорить его не предпринимать враждебных действий против новой власти и подчиниться ВКГД. По его же распоряжению были выпущены арестованные накануне 19 солдат-павловцев. Шульгин выступил перед гарнизоном крепости, рассказав о происходящих в Петрограде событиях и призвав солдат соблюдать дисциплину. Толпа кричала: «Ура товарищу Шульгину!» Историк А. Б. Николаев отметил, что именно после речи Шульгина в крепости начались беспорядки.
По информации Д. И. Бабкова и С. Ю. Рыбаса, Шульгин в первые дни революции на один день возглавил Петроградское телеграфное агентство, намереваясь стать таким образом «министром пропаганды» во Временном правительстве. Другие историки, впрочем, сообщали, что не могли найти подтверждения этому факту. Шульгин незамедлительно воспользовался своим назначением в ПТА, разослав по трёмстам адресам свою статью с оценкой сложившейся в России ситуации, которую напечатали многие провинциальные газеты. В своих поздних воспоминаниях Шульгин писал, что текст этого циркуляра был выдержан в тонах, слишком консервативных для того момента, — идея статьи сводилась к тому, что Романовы честно и самоотверженно 300 лет служили России, но вот общественная обстановка изменилась, и царь добровольно передал бразды правления Временному правительству, которое продолжит нести эту тяжкую вахту на благо родины. Многим соратникам Шульгина статья не понравилась своим «монархизмом», и ему пришлось оставить только накануне полученный пост.

### Отречение Николая II
2 (15) марта Шульгин как член ВКГД вызвался сопровождать одного из лидеров партии «Союз 17 октября» А. И. Гучкова в его поездке в Псков, на переговоры с Николаем II, чтобы убедить царя в необходимости отречения в пользу наследника. Шульгин, как и многие представители высших слоёв общества, считал выходом из ситуации конституционную монархию во главе c наследником Алексеем Николаевичем (при регентстве брата царя — великого князя Михаила Александровича).

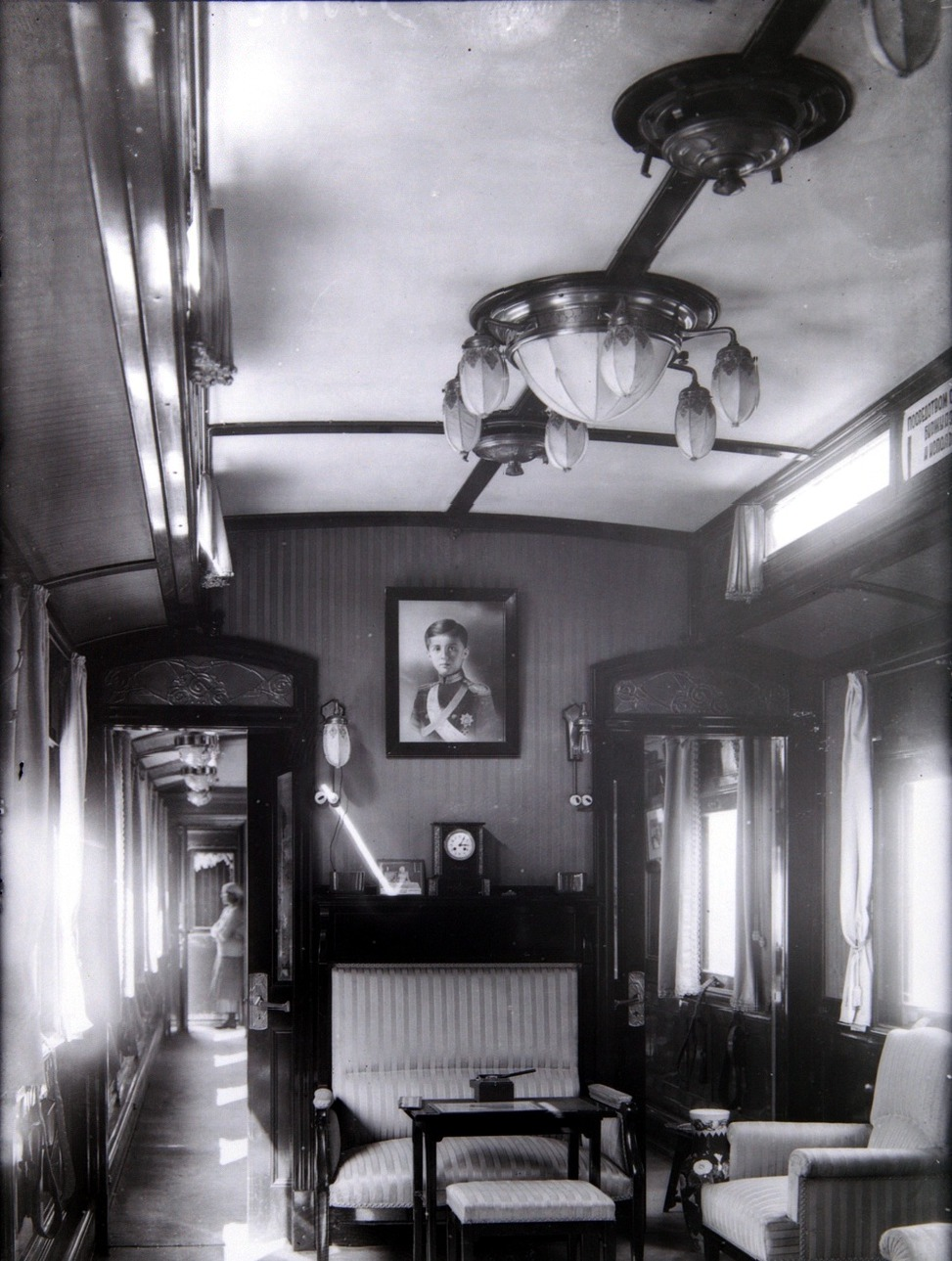
Императорский вагон-салон, где 2 марта 1917 года было принято отречение Николая II

В Пскове Гучков проинформировал Николая II о положении в Петрограде и заявил, что существует опасность распространения беспорядков на войска, находящиеся на фронте. Единственная мера, которая может спасти положение, — это отречение в пользу малолетнего наследника цесаревича при регентстве великого князя Михаила, который составит новое правительство. Только так можно спасти Россию, династию и монархическое начало. Выслушав Гучкова, царь заявил, что принял решение отречься и за себя, и за сына. Представители Думы предложили проект акта об отречении, который они привезли с собой. Император, однако, сказал, что у него есть его собственная редакция, которую он и подписал.
Внешний вид Шульгина и Гучкова (они явились к царю в пиджаках, четыре дня немытые и небритые, при этом Василий Витальевич отмечал, что сам был «с лицом каторжанина, выпущенного из только-что сожжённых тюрем») вызвал гнев свиты, из-за чего между Шульгиным и крайними монархистами возникла вражда, длившаяся долгие годы. Когда Гучков с Шульгиным вышли из вагона Николая II, к Шульгину подошёл кто-то из царской свиты и произнёс: «Вот что, Шульгин, что там будет когда-нибудь, кто знает. Но этого „пиджачка“ мы вам не забудем…». Графиня Брасова писала, что Шульгин «нарочно не брился …и …надел самый грязный пиджак… когда ехал к Царю, чтобы резче подчеркнуть своё издевательство над ним».
На следующий день, 3 (16) марта, вернувшись в Петроград, Шульгин присутствовал при отказе Михаила Александровича от престола: по его собственным воспоминаниям в книге «Дни», он, как и большинство присутствовавших, уговаривал Михаила не принимать верховную власть (только Милюков и Гучков настаивали на том, что Михаил должен вступить на престол), отмечая, что в Петрограде не было силы, на которую Михаил мог бы опереться. Затем Шульгин совместно с В. Д. Набоковым и бароном Б. Э. Нольде подготовил текст акта отречения Михаила Александровича.

### Весна 1917 года. В Петрограде

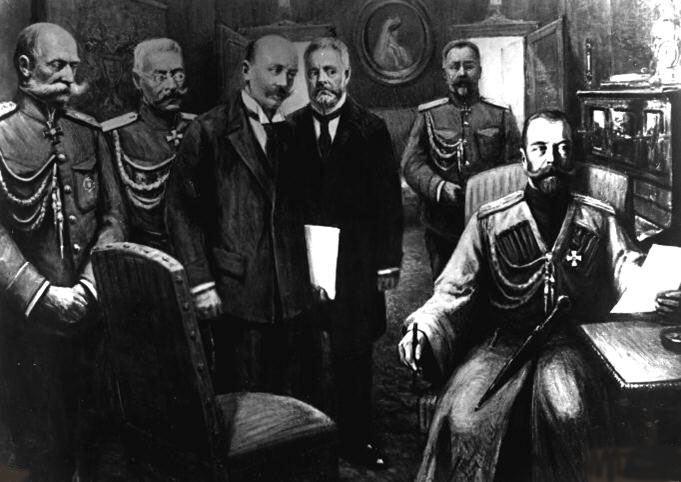
Свидетели отречения: граф В. Б. Фредерикс, генерал Н. В. Рузский, В. В. Шульгин, А. И. Гучков, дворцовый комендант В. Н. Воейков, Николай II. Государственный исторический музей

Отказавшись войти во Временное правительство, Шульгин тем не менее всю весну и начало лета 1917 года оставался в Петрограде, всячески стараясь поддержать правительство, которое желал видеть сильным, и ни при каких условиях не признавая второй, стихийно возникший центр власти — Петроградский совет рабочих и солдатских депутатов, поскольку его деятельность, по мнению Шульгина, была направлена на подрыв дисциплины в армии и прекращение войны. Постепенно он разочаровывался в революции, в совершении которой принял личное участие, — так, на совещании депутатов Государственной думы всех четырёх созывов, проходившем 27 апреля (9 мая), он заявил: «Нам от этой революции не отречься, мы с ней связались, мы с ней спаялись и несём за неё моральную ответственность». Он всё более приходил к убеждению, что революция идёт неверным путём, что реальные «завоевания революции» — пресловутые «свободы» — привели к развалу армии и двоевластию и выгодны только большевикам и Германии. Поэтому его не пугали перспективы утраты этих свобод — Шульгин писал в этот период: «Забудем пока о политической свободе. <…> Сейчас в опасности само существование России».
Принял Шульгин участие и в набиравшем популярность в начале лета 1917 года «ударничестве» — 23 июня (6 июля) он и ещё несколько бывших депутатов Государственной думы подали заявление Верховному главнокомандующему, в котором был представлен план по вербовке, снаряжению и обучению добровольцев: «Мы нижеподписавшиеся приняли решение поступить добровольцами в Действующую армию, полагаем, что этот наш шаг … может быть использован для привлечения некоторого, кроме нас, числа добровольцев. … ходатайствуем разрешить нам нижеследующее: 1) Открыть запись в добровольческий отряд… 2) Приступить немедленно к обучению записанных добровольцев».

### Лето 1917 года. Киев
Разочаровавшись во Временном правительстве из-за его неспособности покончить с двоевластием даже после июльского кризиса и попустительства украинскому сепаратизму, Шульгин 6 (19) июля уехал из Петрограда в Киев, где началась подготовка к выборам в Городскую думу, и занялся формированием Внепартийного блока русских избирателей, который и возглавил. Блок шёл на выборы с лозунгами сохранения тесных связей между Мало- и Великороссией, сохранения частной собственности и продолжения войны с Центральными державами. Выборы состоялись 23 июля (5 августа), и Список № 3 сумел набрать 14 % голосов и занять третье место в Городской думе. Шульгин также организовал акцию протеста «против насильственной украинизации Южной Руси». Организована она была таким образом: всем подписчикам «Киевлянина» вместе с экземпляром газеты была разослана листовка с текстом обращения. Было предложено, в случае согласия с текстом листовки, подписать её и вернуть в редакцию. Так к акции присоединилось около 15 тысяч киевлян, некоторые высшие учебные заведения, общественные организации и даже воинские части.
30 августа (12 сентября) Шульгин был арестован как «корниловец» по постановлению Комитета по охране революции в городе Киеве, но уже 2 (15) сентября комитет был распущен, а Шульгин — освобождён. Газета «Киевлянин» в тот же период была закрыта. На выборах в Учредительное собрание его кандидатура была выдвинута монархическим союзом Южного берега Крыма. Под председательством Шульгина 17 (30) октября в Киеве состоялся съезд русских избирателей Киевской губернии, принявший наказ, в котором было сказано, что одной из главнейших задач Учредительного собрания должно быть создание твёрдой государственной власти.
Шульгин резко осудил провозглашение А. Ф. Керенским 1 (14) сентября «Российской республики», считая, что вопрос о будущем государственном устройстве может и должно решать только Учредительное собрание. Когда было объявлено о созыве Предпарламента, Совет общественных деятелей избрал Шульгина своим представителем, однако тот отказался от такой «чести».

### Московское государственное совещание
В начале августа 1917 года Шульгин прибыл в Москву, чтобы принять участие в Совещании общественных деятелей и Государственном совещании, войдя в состав бюро по организации общественных сил. 14 (27) августа выступил с яркой речью против выборных комитетов в армии, отмены смертной казни («демократия, которая не понимает, что управляться выборными коллективами во время страшной войны значит вести себя на верную гибель, обречена») и автономии Украины, потребовав для Временного правительства власти «сильной и неограниченной», фактически — военной диктатуры, которая нужна была бы для того, чтобы правительство смогло заключить «честный мир в согласии с союзниками» и, «обеспечив безопасность личности и имущества», довести страну до выборов в Учредительное собрание.
Известно, что в день завершения Совещания Шульгин поехал на извозчике в подмосковное имение В. А. Маклакова. Цель поездки, с учётом того, что дорога в оба конца из Москвы занимала пять часов, а сам Шульгин только что виделся с Маклаковым в ходе Совещания, должна была быть важной. Однако ни в каких воспоминаниях и книгах Шульгина нет даже упоминания об этой поездке и её целях. Возможно, свет на цели поездки проливают воспоминания А. В. Тырковой, упоминающей о разговоре, состоявшемся между ней и Маклаковым в июне 1950 года. Маклаков рассказал, что сразу по окончании Государственного совещания Л. Г. Корнилов собрал ряд общественных деятелей («человек 15»), среди которых кроме самого Маклакова присутствовали «Милюков, Родзянко, Шульгин», и спрашивал, поддержат ли они его в случае, если он попытается свергнуть Временное правительство. Собравшиеся такую поддержку обещали. Если эти сведения верны, то получается, что Шульгин был знаком с планами корниловского выступления непосредственно от самого Корнилова и поддержал их.

### Приход большевиков к власти
После большевистского вооружённого восстания, в ноябре 1917 года, Шульгин выехал в Новочеркасск и под № 29 записался военнослужащим в «Алексеевскую организацию». Шульгин намеревался начать на территории Дона выпуск газеты «Киевлянин», закрытой властями УНР, но войсковые атаманы просили повременить с этим, так как из-за колебаний казаков прямолинейность политического курса «Киевлянина» могла только навредить. Генерал М. В. Алексеев говорил Шульгину: «Я прошу вас и приказываю вернуться в Киев и держать „Киевлянин“ до последней возможности… и — присылайте нам офицеров». Шульгин уехал в Киев.
Выборы депутатов во Всероссийское Учредительное собрание должны были пройти в Малороссии 26—28 ноября (9—11 декабря). Внепартийный блок русских избирателей во главе с Шульгиным пошёл на выборы с прежними лозунгами, добавив требование «прекращения социалистических опытов». В этот раз борьба была нелёгкой и неравной — во время попытки большевиков захватить власть в Киеве сначала Центральная рада, а затем Совет рабочих и солдатских депутатов реквизировали типографию «Киевлянина». Блок Шульгина (Список № 8) остался без возможности вести предвыборную борьбу. Издание газеты смогли возобновить только 18 ноября (1 декабря). Но и в этих условиях блок Шульгина по Киеву смог получить второй результат — за него проголосовало 36 268 человек (20,5 % голосов, тогда как за социалистов всех оттенков — 25,6 %, за большевиков — 16,8 %). Однако по всему Киевскому избирательному округу блок набрал всего лишь 48 758 голосов (социалисты — более миллиона, большевики — 90 тысяч). В Учредительное собрание блок Шульгина не прошёл.
Захват власти на Украине Центральной радой Шульгин назвал «украинской оккупацией…» края, «преддверием оккупации австрийской». Тогда же прошли выборы в Украинское учредительное собрание, которое так никогда и не было созвано. Блок Шульгина шёл на выборы, чтобы заявить, кроме упомянутых выше лозунгов, что «русские люди… останутся верными России до конца». Интерес избирателей был ниже, чем к всероссийским выборам. Блоку Шульгина, который выдвинул своих кандидатов во всех малороссийских губерниях и городе Киеве, удалось добиться крупной победы — на киевских выборах блок опередил как самих украинцев, так и большевиков, а Шульгин стал единственным представителем от города Киева, избранным в Украинское Учредительное собрание.
После занятия Киева советскими отрядами М. А. Муравьёва в январе 1918 года Шульгин был арестован, но перед уходом большевиков из Киева освобождён. Впоследствии, на допросе в Лубянке, он объяснил своё освобождение так: «У меня создалось впечатление, что к моему освобождению имел отношение Пятаков». Исследователи полагали, что заслуга в освобождении принадлежала городской Думе («некто Гинзбург, гласный городской Думы» и адвокат Соломон Ахманицкий, левый эсер, организовавший псевдо-«трибунал» из адвокатов-евреев, «решениями» которого освобождали арестованных) и обращали внимание, что освободителями антисемита-Шульгина стали киевские евреи.

### Немецкая оккупация Киева
Когда в феврале 1918 года в Киев вошли германские войска, Шульгин, обращаясь к ним, написал в передовой статье 16-го номера «Киевлянина» от 25 февраля (10 марта): 

Есть положения, в которых нельзя не погибнуть. Нет положения, из которого нельзя было бы выйти с честью.… Так как мы немцев не звали, то мы не хотим пользоваться благами относительного спокойствия и некоторой политической свободы, которые немцы нам принесли. Мы на это не имеем права… Мы — ваши враги. Мы можем быть вашими военнопленными, но вашими друзьями мы не будем до тех пор, пока идёт война.
 После этой публикации Шульгин в знак протеста закрыл свою газету.
Статья была замечена всеми политическими кругами и, по утверждениям Шульгина, произвела «эффект разорвавшейся бомбы». Сразу же после её опубликования домой к Шульгину, по его же словам, явился французский военный агент Эмиль Энно, находившийся в Киеве, в том числе с тайной миссией от французской разведки, и от имени Франции и союзников поблагодарил Шульгина за проявленную чёткую союзническую позицию. Несколько позже этот же самый Эмиль Энно был назначен военным представителем Франции в Одессе, где на протяжении зимы 1918—1919 годов занимался совместно с Шульгиным организацией интервенции Франции на Юге России и созданием на освобождённых от большевиков территориях органов управления.
На следующий день с благодарностью за статью к Шульгину, по его же словам, пришёл англичанин, работавший на британскую разведку под прикрытием дипломатической должности в британской миссии в Москве. Таким образом Шульгин обзавёлся каналом связи с Москвой, на разработку которого англичанин оставил Шульгину 20 тыс. рублей. Возможно, визиты иностранных разведчиков натолкнули Шульгина на мысль о том, чтобы структурно и на качественно ином уровне оформить осведомительскую сеть, созданную Шульгиным по собственной инициативе ещё в конце 1917 года и получившую название «Азбука». Организация занялась сбором информации о положении дел в России, как в «советской», так и в «белой», и её анализом. Впоследствии она стала одной из разведывательных структур Добровольческой армии — отчёты «Азбуки» докладывались руководству Вооружённых сил Юга России.
Тогда же для пропаганды идеи неразрывной связи Велико- и Малороссии и борьбы с идеями украинского сепаратизма Шульгин начал издавать ежемесячный журнал «Малая Русь». Первый номер был подготовлен в январе 1918 года, но вышел лишь после восстановления в Киеве власти Центральной рады. В программной статье Шульгин, в частности, писал: «[украинцы] … объявили себя „суверенной державой“ и этой пустозвонной фразой лишили наш народ огромного земельного запаса на Востоке, который был в его распоряжении…». Предположительно, всего было издано три номера журнала, все до отъезда Шульгина на Дон. Второй номер был посвящён советско-украинской войне и захвату Киева большевиками. Третий выпуск продолжил тему «украинской самостийности».

## Гражданская война в России
После того как надежда на быстрое свержение власти большевиков в Великороссии была потеряна, Шульгин присоединился к Белому движению на юге России, где принял активное участие в деятельности Добровольческой армии, а потом и ВСЮР.
При этом историк Д. И. Бабков полагает, что называть Шульгина идеологом южно-русского белого движения было бы в корне неверно, так как к разработке идеологии этого движения (борьба с большевизмом, восстановление «единой, великой и неделимой России» и «непредрешенчество») Шульгин не имел никакого отношения, а личные идеи Шульгина (монархизм) шли даже вразрез с идеями Добровольческой армии. По мнению историка, Шульгина следует считать скорее главным пропагандистом идей Добровольческой армии на Юге России .
Д.и.н. профессор Устинкин более точным считает определение, что Шульгин в своих статьях и докладах обосновал необходимость борьбы с большевиками.

### Екатеринодар в 1918 году
Антиукраинская деятельность Шульгина привлекла внимание администрации гетмана П. П. Скоропадского, и в Киеве над Шульгиным нависла опасность ареста. В начале августа 1918 года в сопровождении старшего сына Василька, старшего лейтенанта флота Григория Георгиевича Масленникова и своей секретарши Дарьи Васильевны Шульгин пароходом отправился в Екатеринослав, а оттуда товарным поездом выехал на Дон.
Шульгин общался с генералами Алексеевым, Лукомским, Драгомировым и оказывал на них влияние по национальным вопросам. Как отмечал А. И. Деникин, с июля 1918 года Шульгин сотрудничал с Национальным Центром, получив от него на деятельность «Азбуки» денежные средства. С февраля 1919 года финансирование «Азбуки» производилось штабом ВСЮР.
С августа 1918 года Шульгин, находясь при Добровольческой армии, начал добиваться создания особого органа, в компетенцию которого входили бы задачи гражданского управления. Осенью им совместно с генералом А. М. Драгомировым было разработано «Положение об Особом совещании при Верховном руководителе Добровольческой армии», регламентирующее его работу. Название нового учреждения было навеяно воспоминаниями об Особом совещании во время Первой мировой войны, в работе которого Шульгин принимал участие. Шульгин вошёл в члены Особого совещания в качестве «министра без портфеля» и на первых порах принимал участие в его заседаниях.
Однако после того как к работе этого органа привлекли представителей Кубанского правительства, Шульгину пришлось отойти от участия в работе Совещания, поскольку его фигура была неприемлема для кубанцев из-за резко отрицательного отношения Шульгина к кубанскому и украинскому сепаратизму. Официальный украинский представитель на Кубани барон Ф. Боржинский назвал Шульгина укр. «віковичним ворогом… Матерi України», а в Киеве сам глава Украинской Державы гетман Скоропадский в частных беседах именовал Шульгина своим «личным врагом».
В течение лета и осени 1918 года Шульгин редактировал в Екатеринодаре газету «Россия», на страницах которой пропагандировал три основных принципа: 1) верность союзникам; 2) восстановление «России единой, великой и неделимой»; 3) борьба «с массовым помешательством, именуемым социализмом». Газета изначально являлась официальным органом Добровольческой армии, но вскоре перешла в разряд «частных», так как слишком откровенно проповедовала идею монархизма, что шло вразрез с «непредрешенческим» курсом руководства Добрармии. Кубанская краевая рада, недовольная «антисамостийным» курсом газеты «Россия», закрыла её 2 (15) декабря — всего вышло 88 номеров. После этого Шульгин начал выпускать газету «Великая Россия», которая выходила вплоть до падения Белого Крыма. Хотя её высоко оценивал П. Н. Врангель, она так и оставалась частной газетой.
Издательские планы Шульгина периода Гражданской войны были более обширны: он планировал наладить выпуск газет единого идейного направления во всех крупных городах, занимаемых белыми, — так, в частности, газету «Россия» удалось выпускать в Одессе в январе 1919 года, однако из-за попыток французских властей, противодействовавших Добровольческой армии и заигрывавших с эмиссарами УНР, влиять на редакционную политику, Шульгин принял решение демонстративно закрыть газету, на манер закрытия «Киевлянина» из-за немецкой оккупации Украины. Газета «Россия» начала выходить в Курске после занятия его Добровольческой армией в октябре 1919 года и выходила около месяца, до тех пор, пока Курск не был вновь занят красными.
Отношения между главнокомандующим Добровольческой армией генералом А. И. Деникиным и Шульгиным не были простыми. Шульгин полагал, что твёрдая позиция Деникина в вопросах «непредрешения» в условиях, когда вся полнота власти находилась в его руках, была большим минусом. Шульгин объяснял такую позицию личными качествами главнокомандующего, прежде всего отсутствием настоящего «вкуса к власти». Совсем иначе Шульгин будет относиться впоследствии к барону Врангелю — «Кроме Врангеля я не видел лица, о котором можно было хотя бы мечтать, что он сбросит большевиков и возглавит Россию».

### Одесский период зимы 1918—1919 годов
В ноябре 1918 года Шульгин как представитель Добровольческой армии был включён в «русскую делегацию» на Ясском совещании, но не смог принять в нём участие, потому что по дороге из Екатеринодара в Яссы заболел. Зимой 1918—1919 годов, возвратившись из Ясс в Одессу, стал политическим советником «одесского диктатора» А. Н. Гришина-Алмазова. В конфликте командования последнего с командованием Добровольческой армии по вопросам разграничения ответственности местной и центральной властей в Одессе, формально подчиняющейся ВСЮР, но находящейся от Екатеринодара в удалении при отсутствии регулярных и надёжных средств связи, Шульгин был на стороне Гришина-Алмазова, последовательно отстаивая перед Екатеринодаром необходимость бо́льшей свободы действий для местных одесских властей и осуждая негибкую централистскую позицию Екатеринодара. При этом в своей публичной политике Шульгин всячески подчёркивал свою лояльность Добровольческой армии и генералу Деникину — внутренние трения не выносились Шульгиным наружу.
По настоянию Шульгина в одесских школах были введены уроки «краеведения» вместо «украиноведения» (для пропаганды «здорового местного патриотизма» вместо «иноземного предательства») и факультативные уроки «малороссийского просторечия» вместо обязательных уроков украинского языка, введённых ещё украинскими властями. Как вспоминал Шульгин, факультативные уроки гимназисты пропускали, предпочитая «играть в мяч». Так, во Второй одесской гимназии уроки «малорусского просторечия» посещали лишь два гимназиста — сыновья самого Шульгина.
С января 1919 года Шульгин возглавлял «Комиссию по национальным делам» при Особом совещании, хотя активно себя на этом поприще не проявил.
После того, как французское командование распорядилось закрыть газету Шульгина «Россия» (что вызвало скандал в Одессе и критику даже со стороны политических противников Шульгина) и изгнало из Одессы официальных представителей Добровольческой армии генералов Гришина-Алмазова и А. С. Санникова, Шульгин посчитал, что оставаться в Одессе ему как представителю генерала Деникина унизительно, и 18 (31) марта 1919 года, всего за три дня до того, как французы объявили об эвакуации своих войск, покинул Одессу на судне, следовавшем на Анапу, а оттуда направился в Екатеринодар.

### Киев осенью 1919 года
В августе 1919 года, сразу же после занятия Киева войсками ВСЮР, Шульгин прибыл в город и возобновил выпуск газеты «Киевлянин».
Находясь в Киеве, он активно занялся воссозданием партийных структур Юго-Западного края, стоявших на прорусской и монархической позиции. Не занимая никаких официальных постов в администрации ВСЮР, Шульгин тем не менее стал одной из влиятельнейших фигур. Под его руководством проходило становление «Южно-Русской национальной партии», строившей свою программу на основе лозунгов Южно-Русского национального центра. На основе объединения с дружественными политическими силами создавался «Русский национальный блок». Впрочем, работы эти, ввиду кратковременности власти ВСЮР в крае, так и не были закончены .
Шульгин в своих статьях идеализировал белогвардейцев:
«Офицер, который видел, что солдат грабит, и не остановил его, — конченый человек. Он лишился чести, он больше „не белый“, он „грязный“.
Белые убивают только в бою. Кто приколол раненого, кто расстрелял пленного — тот лишен чести, он не белый, он — палач. Белые не убийцы — они воины».
С началом осеннего отступления Добровольческой армии на юг Шульгин оставался в Киеве до последнего дня, чтобы «исполнить свой долг до конца… [хотя]… обречённость таилась во всех углах». Утром 3 (16) декабря 1919 года, когда в Киев уже входила Красная армия, Шульгин с десятью сотрудниками «Киевлянина» и членами «Азбуки» покинул город. Добровольческая армия была деморализована, об оказании сопротивления наступающим советским частям никто и не думал. Позднее Шульгин, вспоминая об отступлении его отряда в рядах других добровольцев из Киева в Одессу, не без иронии писал: «Много видели наши глаза, много перечувствовали наши ноги, но одного мы не слышали и не видели: противника».

### Одесса и Крым (1920 год)

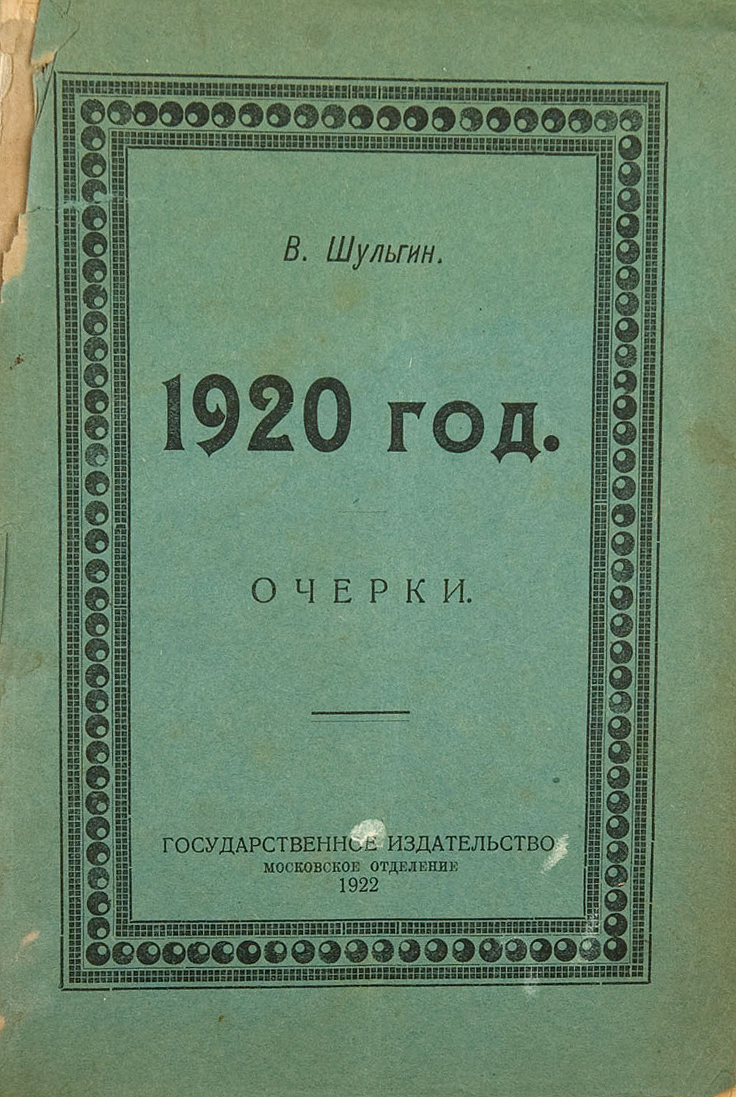
В 1920-е годы книги Шульгина ещё выходили в СССР

В декабре 1919 года Шульгин вновь оказался в Одессе, где занимался организацией добровольческого формирования для защиты города от большевиков. После неудачной попытки вырваться вместе с женой и двумя сыновьями из оставляемого Белой армией города в Румынию он перенёс сыпной тиф и в марте 1920 года остался на нелегальном положении в занятой большевиками Одессе, где руководил местным отделением «Азбуки». Однако Одесской ЧК удалось выйти на след Шульгина. На их организацию вышел «врангелевский курьер», который, как потом выяснилось, был провокатором. Вместе с ним «обратно в белый Крым» был послан курьер «Азбуки» Ф. А. Могилевский (племянник Шульгина и редактор одесской газеты «Единая Русь», псевдоним Эфем), который в пути был арестован. Шульгину нужно было срочно исчезнуть из города. Он смог вместе со своими сыновьями совершить на вёсельной лодке побег из красной Одессы на занятую белым флотом Тендру, откуда добрался в Крым 27 июля (9 августа) 1920 года.
В Крыму Шульгин, отойдя от общественных дел, посвятил себя публицистике и попыткам вызволения из рук большевиков своей жены (оставшейся в Одессе) и племянника. Как он писал позднее об этом периоде, «…весь смысл борьбы Врангеля в Крыму состоял именно в том, чтобы смыть позор развала [при Деникине], и именно в том, чтобы героический эпилог соответствовал бессмертному прологу». Политику Врангеля, несмотря на смягчение позиций последнего по украинскому вопросу, Шульгин считал удачным опытом и писал (уже в эмиграции), что он хотел, чтобы «…вся Россия могла жить так, как жил Крым в 1920 году». С этого времени Шульгин стал безоговорочным и неизменным сторонником «опыта Врангеля», которого считал продолжателем дела Столыпина. Биограф Шульгина С. Ю. Рыбас предположил, что, несмотря на острый кадровый голод в администрации П. Н. Врангеля, Шульгин не был привлечён к государственной работе из-за своих откровенных и неизменных антиукраинских взглядов — Врангель взял курс на создание антибольшевистских союзов со всеми потенциальными участниками, в том числе и со сторонниками независимости Украины.
Шульгин пытался организовать обмен племянника на одного, не называемого источниками, «видного большевика», находившегося в плену белых. Ответа чекистов на это предложение не последовало. Тогда он предпринял попытку вновь нелегально (морем) вернуться в Одессу, намереваясь предложить чекистам себя в обмен на свободу племянника (к этому моменту уже расстрелянного). Осенний шторм сделал невозможным высадку на берег в районе Одессы, и Шульгину пришлось высадиться на берег в районе Аккермана, который с начала 1918 года, после захвата Бессарабии, находился под контролем Румынии. Потеряв в гражданской войне братьев, двух сыновей, оставив в большевистской Одессе жену, Шульгин после двухмесячного заключения в Румынии (его и его спутников проверяли, не являются ли они большевистскими агентами) выехал в Константинополь. К этому времени белые уже покинули Крым.
Основная заслуга Шульгина в период Гражданской войны — это разработанная им оригинальная концепция Белого дела, для воплощения в жизнь которой он многое сделал, в том числе доказал моральное превосходство белогвардейцев, так как успех красной доктрины не говорит о её истинности, а тем более не оправдывает её нравственно.

## В эмиграции
В нём нечто фантастическое: в нём

Художник, патриот, герой и лирик, 

Царизму гимн и воле панегирик, 

И, осторожный, шутит он с огнём… 

Он у руля — спокойно мы уснём. 

Он на весах России та из гирек, 

В которой благородство. В книгах вырек 

Непререкаемое новым днём. 

Его призванье — трудная охота.

От Дон-Жуана и от Дон-Кихота

В нём что-то есть. Неправедно гоним

Он соотечественниками теми,

Кто, не сумевши разобраться в теме,

Зрит ненависть к народностям иным.

Игорь Северянин

Цикл «Медальоны». Белград. 1934 г.
Прибыв в Константинополь (где он провёл время с ноября 1920 по июль 1921 года), Шульгин прежде всего посетил Галлиполийский лагерь, где безуспешно пытался разыскать своего сына Вениамина, пропавшего при обороне Крыма. Летом 1921 года Шульгин с этой же целью организовал тайную экспедицию в Крым. Для этого ему и группе его единомышленников, каждый из которых ставил целью побывать в Советской России по личным мотивам, пришлось приобрести в Варне парусно-моторную шхуну, на которой они отправились к Крыму. Вблизи Аюдага со шхуны на берег высадилась группа, в которую входили поручик и журналист Вл. Лазаревский и граф Капнист, которым Шульгин поручил поиски сына. В условленный срок шхуна подошла к берегу забрать высадившихся, но из них никто обнаружен не был, а шхуна была с берега обстреляна. Предприятие окончилось неудачей. Шульгину пришлось вернуться в Болгарию. Из Болгарии Шульгин переехал в Чехословакию (где оставался до осени 1922 года), затем в Берлин (где прожил с осени 1922 по август 1923 года), во Францию (Париж и юг Франции — сентябрь 1923 — сентябрь 1924 года) и наконец обосновался в Королевстве Сербов, Хорватов и Словенцев. С момента образования РОВС Шульгин стал активным его участником. В 1921—1922 годах был видным членом Русского совета, созданного П. Н. Врангелем в качестве российского правительства в изгнании.
В эмиграции Шульгин более не становился ни издателем, ни редактором, оставаясь лишь журналистом. Его первая написанная в эмиграции публицистическая работа «Белые мысли» появилась во время посещения Галлиполийского лагеря и увидела свет в декабре 1920 года в рукописном журнале «Развей горе в Голом поле», который издавали в лагере. Эту статью П. Б. Струве опубликовал в первом возобновлённом в зарубежье выпуске «Русской мысли». В дальнейшем публицистику Шульгин печатал в эмигрантских газетах и журналах самых разных направлений, причём не обязательно сочувствовавших его взглядам.
В это время стабильным источником дохода Шульгина являлись гонорары за публицистическую и литературную работу. К примеру, согласно записям самого Шульгина, за период с 1 сентября 1921-го по 1 сентября 1923 года «литературным трудом» Шульгин заработал 535 долларов США, при том что общие его доходы составили 3055 долларов (остальная часть доходов получена от работы мельницы в его волынском имении — в результате Советско-польской войны оно оказалось на территории Польши). Впрочем, в первые годы эмиграции Шульгину мало что оставалось от гонораров — значительная часть его доходов шла на уплату долгов, сделанных им и его близкими в Константинополе.
Кроме политики Шульгин занимался вопросами сохранения и развития русской культуры в Зарубежье, его волновала возможная утрата русской эмиграцией своей национальной идентичности, возможность национального «растворения» в принявших эмигрантов странах. В 1924 году в Королевстве Сербов, Хорватов и Словенцев было образовано культурно-просветительское общество «Русская матица», отделения которого предполагалось образовать «везде, где живут русские». Действительным членом отделения в городе Новый Сад стал сам Шульгин. Он принимал участие в подготовке и издании литературно-публицистического сборника «Благовест», издававшегося этим отделением. Кроме того, Шульгин был членом «Союза писателей и журналистов» Югославии.

### Смягчение позиций в отношении большевизма
Несмотря на то, что Шульгин продолжал объявлять себя националистом и монархистом (при этом историк Репников указывал на то, что шовинистом Шульгин не был), его отношение к большевистскому режиму начало меняться. Считая, что большевизм постепенно эволюционировал и что «белая мысль» восторжествует над «красной оболочкой», Шульгин перешёл на соглашательские позиции, близкие к «сменовеховским». Шульгин писал о большевиках: 

…наши идеи перескочили через фронт… они (большевики) восстановили русскую армию… Как это ни дико, но это так… Знамя Единой России фактически подняли большевики… фактически Интернационал оказался орудием…расширения территории…для власти, сидящей в Москве… нельзя не видеть, что русский язык во славу Интернационала опять занял шестую часть суши… большевики: 1) восстанавливают военное могущество России; 2) восстанавливают границы Российской державы… 3) подготовляют пришествие самодержца всероссийского…— Шульгин В. В. Годы. Дни — 1920. — С. 795—797.
В большевизме и монархизме Шульгин вообще видел много схожих черт — неприятие парламентаризма, сильная диктаторская власть — «…отсюда только один скачок до Царя», — писал Шульгин о большевиках ещё в декабре 1917 года. Шульгин ставил в заслугу большевикам то, что они фактически восстановили «нормальную» организацию общества — утвердили неравенство и принцип единоначалия, поставив над русским народом новую элиту — большевистскую партию во главе с единоличным правителем — вождём. Шульгин отнюдь не собирался уничтожать всё, что было создано большевиками, — он надеялся «достигнуть своей цели, просто „скусив верхушку“» — отстранить от власти руководящий слой и заменить его новым.
Историк М. С. Агурский в своей работе «Идеология национал-большевизма» пришёл к выводу, что Шульгин был первым, кто обратил внимание на то, что большевики, причём только на бессознательном уровне, стали на национальные позиции, используя идеи «Интернационала» как орудие русской национальной политики.

### Интерес к фашизму
С интересом и симпатией Шульгин присматривался к итальянскому фашизму. Шульгин увидел в нём подходящий механизм для управления современным обществом. Особенно импонировали Шульгину такие элементы фашизма, как дисциплина и национализм. В июне 1923 года в письме к П. Б. Струве Шульгин писал: «К Вашему лозунгу „отечество и собственность“ я бы прибавил и „дисциплина“. Под дисциплиной можно при желании понимать и форму правления, …и форму управления. Насчёт этой последней я всё более начинаю склоняться к итальянщине…». В глазах Шульгина между фашизмом и коммунизмом не было существенных отличий: «столыпинизм, муссолинизм и ленинизм… являются системами „минористическими“, то есть основанными на власти меньшинства над большинством». По мнению историка Бабкова, Шульгин на какой-то период времени стал идеологом русского фашизма. В 1927 году Шульгин участвовал в работе Евразийского союза и «Школы фашизма» при Союзе монархистов и уже уверенно утверждал: «Я — русский фашист». Лейтмотивом пропаганды фашизма Шульгиным стало следующее: чтобы победить «красных», «белые» должны многому у них научиться и перенять их тактику. В качестве примера создания движения, способного победить большевиков, он указывал на организацию итальянских фашистов. Шульгин начал публиковать статьи в прессе, популяризировавшие идеи фашизма и предлагавшие создавать русские милитаризированные группы, как у советских коммунистов и итальянских фашистов.
Пропаганда фашизма Шульгина вызвала в эмигрантской среде противоречивую реакцию. Часть эмигрантов обвинила Шульгина («чёрного изувера») в попытках восстановить в России монархию, для чего он якобы был готов встать на путь «красных изуверов» — коммунистов — и создавать в России милитаризованные отряды, подавляющие демократию. Но были и сторонники его идей (например, Н. В. Устрялов): проповедь «русского фашизма» имела успех.
Но уже в то время Шульгин видел таящуюся внутри самого фашизма опасность того, что фашисты разных стран будут добиваться усиления своей собственной нации за счёт других наций. В этой связи он писал: «Фашисты всех стран… неспособны подняться выше узко понимаемых ими интересов своего государства. …фашизм …имеет в себе самом нечто, что грозит страшной опасностью всему этому движению. Другими словами, фашизм склонен к самоуничтожению во взаимной борьбе». Разрабатывая в 1925 году программу для русской фашистской партии, он предлагал: «Не утверждай вслед за немцами, …что „родина превыше всего“. Родина выше всех остальных понятий человека, но выше родины — Бог. И когда ты захочешь „во имя родины“ напасть беспричинно на соседний народ, вспомни, что перед лицом Бога это грех, и отступи во имя Бога от своего намерения.… Люби свою родину „как самого себя“, но не делай её богом, …не становись идолопоклонником».
Позднее тема фашизма была продолжена в книгах Шульгина «Три столицы» и «Что нам в них не нравится», но последствия операции «Трест» дискредитировали не только Шульгина, но и его идеи, в том числе и идею «русского фашизма». С появлением в европейской политике такого явления, как германский национал-социализм, считая, что между ним и итальянским фашизмом «великая разница…», Шульгин стал противником как национал-социализма, так и вообще всех крайних форм национализма.

### Операция «Трест» и книга «Три столицы»
По заданию РОВС зимой 1925—1926 годов Шульгин по фальшивому паспорту как иностранный гражданин Эдуард Шмитт вновь тайно посетил Советский Союз для налаживания связей с якобы подпольной антисоветской организацией «Трест» и в попытке найти пропавшего сына. Шульгин рассказывал впоследствии:

Я …обратился в Париже к одной ясновидящей даме,… она, глядя в шар, начала говорить, что мой Ляля находится в одном из сумасшедших домов на юге России. Почему я не догадался тогда подробно расспросить её, как выглядел этот город, начиная с вокзала и кончая той улицей, где был этот жёлтый дом! Тогда бы я нашёл Лялю. Ведь и моя тайная поездка в Россию в 1925 году во многом питалась надеждой, что я отыщу сына. Я побывал в Киеве, Москве и Питере, а потом описал это в книге «Три столицы». Кстати, в Киеве, загримированный, я смотрел спектакль по роману Михаила Козакова «Падение империи», где играл актёр, загримированный под меня… И вот недавно я с помощью Хрущёва получил возможность поездить по Украине. И представьте, в Полтаве, в сумасшедшем доме я нашёл следы моего Ляли… Он скончался там… Так через много лет я получил подтверждение давнему прорицанию… — Михайлов О. Н. Один день с Шульгиным
Шульгин был на территории СССР с 23 декабря 1925 года по 6 февраля 1926 года. За это время он побывал в Киеве, Москве и Ленинграде. В Винницу, где он хотел побывать в поисках сына, его не пустили. От «Треста» туда якобы ездили люди, но сына Шульгина не нашли (к тому времени он уже умер). Шульгин вернулся под большим впечатлением от увиденного в России — он ожидал свержения большевизма со дня на день. Хорошее впечатление произвела на него организация «Трест». Шульгин считал, что к нему наконец-то вернулась возможность заняться реальным делом — он был готов отдать в распоряжение «Треста» своё имение в Польше на границе с Советской Россией, чтобы организовать там перевалочную базу для агентов организации — мнимых «контрабандистов», и для отвода глаз даже пытался организовать в имении мыловаренное предприятие.
Перед тем, как покинуть СССР, на встрече с руководством «Треста» Шульгин получил рекомендацию описать свои впечатления от НЭПа в книге. Так родилась книга «Три столицы». Шульгин, кроме всего прочего, был хороший журналист и описал он в ней то, что видел и слышал во время путешествия, — а видел и слышал он довольно много, хотя «по соображениям конспирации» круг его общения и посещения различных мест был ограничен. К тому же информацию о настроениях советских людей и жизни в СССР он получал либо от «трестовиков», либо из советской прессы. Поэтому, даже несмотря на имеющиеся в книге антисоветские и антиленинские выпады, Шульгин показал в книге в целом положительную картину новой России периода расцвета НЭПа.
Для исключения возможности «провала» антисоветского подполья было решено рукопись книги отправить в СССР для «корректуры», после чего напечатать её на Западе. Так и было сделано, рукопись побывала в Москве и вернулась без особых изменений (были удалены только фрагменты, описывающие техническую организацию перехода границы, не были тронуты даже очень резкие замечания о Ленине).
Шульгин не знал, что «цензором» его книги было ГПУ и что написанная им книга должна была, по замыслу чекистов, стать пропагандой идеи ожидания перерождения Советской России и в итоге снизить активность белой эмиграции и внести в её ряды раскол (в результате опубликования книги с автором порвал отношения Врангель).
В книге утверждалось, «что Россия не умерла, что она не только жива, но и наливается соками», и если НЭП будет развиваться в «надлежащем направлении», то он уничтожит большевизм. Автор также утверждал, что зарубежные русские силы, желающие свержения Советской власти, должны непременно согласовывать свои действия с внутренними силами России, преследующими те же цели. Спустя много лет Шульгин так прокомментировал ситуацию: «Кроме подписи автора, то есть „В. Шульгин“, под этой книгой можно прочесть невидимую, но неизгладимую ремарку: „Печатать разрешаю. Ф. Дзержинский“». Книга вышла в январе 1927 года и внесла сумятицу в ряды русской эмиграции.
Шульгину было внушено «трестовиками», что, кроме издания книги, будет желательно ему выступить на Съезде русских эмигрантов, готовившемся на апрель 1927 года, с докладом об увиденном в Советской России, чтобы «заставить его <съезд> идти по желательному пути». Шульгин, возможно, готовился к выступлению на съезде, но так и не выступил. Но за несколько дней до начала работы съезда он встречался с П. Б. Струве, одним из его организаторов, которому предстояло своим докладом открыть съезд. Возможно, что состоявшийся разговор повлиял на содержание доклада.
В результате поездки и издания книги авторитет как Шульгина, так и «Треста» в эмигрантских кругах был в тот момент довольно высок — и А. П. Кутепов, и Великий князь Николай Николаевич явно благоволили последнему. Но тут произошло событие, перечеркнувшее планы чекистов. В апреле 1927 года из СССР бежал один из руководителей «Треста» Э. О. Опперпут-Стауниц, тут же давший показания об этой чекистской провокации. Благодаря разоблачительной кампании, начатой в мае 1927 года по его показаниям В. Л. Бурцевым, эмигрантским кругам открылось, что организация «Трест» была создана советскими спецслужбами; что приезд Шульгина, все его перемещения по СССР и встречи проходили под контролем ОГПУ и все, с кем он встречался, были сотрудниками спецслужб. Ситуация для Шульгина усугубилась ещё и тем, что, хотя он узнал о чекистских действиях от А. П. Кутепова до того, как об этом появились сообщения в эмигрантской прессе, последний запретил Шульгину предпринимать какие-либо упреждающие публичные шаги, очевидно, всё ещё надеясь сохранить это в тайне или из-за «интересов, казавшихся более важными». Шульгин был вынужден подчиниться и не делать ничего для спасения своей репутации до момента, когда о том, что представлял собой «Трест», уже стало известно общественности.
Доверие к Шульгину и к его идеям в среде эмигрантов было подорвано. Шульгина это морально потрясло: раньше ему ставилось в вину, что он был «человеком, который ездил в Псков», теперь он стал человеком, которого ГПУ «возило в Москву». Шульгин посчитал, что в сложившихся обстоятельствах он не имел морального права продолжать публицистическую деятельность и что он должен «уйти в тень». Это стало началом конца активной политической деятельности Шульгина.
До конца жизни Шульгин так до конца и не поверил, что все те, с кем ему довелось общаться как с членами «Треста», были сотрудниками ГПУ. Размышляя о причинах, почему ГПУ позволило ему благополучно выехать из Советского Союза и почему рукопись его книги почти не испытала корректуры Дзержинского, Шульгин уже в 1970-х годах сказал в одном из интервью: «Потому что этот текст с точки зрения Дзержинского был выгоден… „Три столицы“ были оправданием осуждаемого многими коммунистами ленинского НЭПа.… Итак, Шульгин, в общем враждебный Советам, утверждает, что Россия возрождается и притом благодаря НЭПу, последнему деянию покойного Ленина. Внушить это Европе представлялось важным». Шульгин также напомнил, что французское издание книги «Три столицы» вышло под заглавием «Возрождение России».
В 1995 году бывший первый заместитель председателя КГБ СССР генерал Филипп Бобков подтвердил, что вся идея нелегальной поездки Шульгина в СССР, подготовка и практическая реализация её принадлежали чекистам: имя Эдуард Шмитт, национальность и гражданство ему придумали на Лубянке. При этом учитывалось, что в 1913 году в деле Бейлиса, ложно обвинённого в убийстве для ритуальных целей мальчика Андрея Юшинского, Шульгин и его газета «Киевлянин» заняли принципиальную позицию, упорно и последовательно доказывая абсурдность обвинения. Столь же бескомпромиссную позицию, учитывали чекисты, Шульгин занимал и в деле бывшего военного министра Сухомлинова, любимца царя Николая II, хотя и понимал, что его выступления могут вызвать неудовольствие императора. Также и другие факты из досье на Шульгина навели чекистов на мысль, что его можно будет ввести в заблуждение, сыграть на его принципиальности и использовать в пропагандистской операции, исходя из того, что неприятие новой России будто бы являлось плодом заблуждений Шульгина. После выхода книги «Три столицы» и публичных выступлений Шульгина по возвращении из СССР вся операция была оценена в ГПУ как успешная, эту же оценку десятилетия спустя разделяли и в КГБ СССР. О сути и деталях плана ГПУ по организации «нелегальной» поездки в СССР генерал Бобков рассказал самому Шульгину в ходе их личной встречи, состоявшейся в 1966 году на московской квартире В. Вайнштока, сценариста документального фильма «Перед судом истории», в котором снимался Шульгин.

### Переезд в Югославию. Отход от активной политической деятельности
В 1929 году начался мировой экономический кризис, имение Шульгина в Польше перестало приносить доход. Шульгину нужно было искать средства к существованию. В начале 1930 года он окончательно переселился в Югославию, где попеременно проживал в Дубровнике и Белграде. Переезд из Франции в Югославию, расположенную на периферии русских политических центров, был очевидным понижением в социальном статусе и означал для него политическое забвение, но он осознанно пошёл на это по двум причинам: в Белграде проживал престарелый отец второй жены Шульгина, за которым требовался уход, и по упомянутым финансовым обстоятельствам. Во Франции Шульгину предлагали работу финансового контролёра во Французском Марокко, но он предпочёл перебраться в Югославию, где проживали многочисленные родственники. Шульгин нашёл работу кассира в строительной фирме «Атлант», основанной русскими офицерами-эмигрантами. Тогда же, на деньги, приобретённые на польском поместье, был куплен участок земли в Дубровнике, на котором его семья начала строить дом.
Шульгин поддерживал контакты с другими деятелями Белого движения до 1937 года, когда окончательно прекратил политическую деятельность. В 1938 году Шульгины обосновались в Сремских Карловцах, где нашли прибежище многие ветераны Русской армии. Шульгин отошёл от активной политической жизни, «хотел жить частным человеком», — как писал он сам. Симпатизировал НТСНП (Национально-трудовой союз нового поколения) и стал его штатным лектором по общим политическим вопросам, занимался разъяснительной работой о деятельности П. А. Столыпина, сторонником идей которого оставался до конца жизни, выступал с лекциями и участвовал в дискуссиях. Принимал участие в издаваемой в 1936—1938 годах И. Л. Солоневичем газете «Голос России», где была напечатана серия его статей.

### Вторая мировая война
Исследователь биографии Шульгина А. В. Репников отмечал, что жизнь Шульгина этого периода является «белым пятном» в его биографии и исследователи располагают только воспоминаниями самого Шульгина и его же показаниями на допросах после ареста. Из рассекреченного следственного дела Шульгина стало известно о некой работе — «Пояс Ориона», написанной около 1936 года, в которой Шульгин обосновывал необходимость союза освобождённой от большевиков России с гитлеровской Германией и Японией — государствами-звёздами, образующими «пояс» в созвездии Ориона, причём освободить Россию должна была Германия, исполняя своё историческое движение на восток — «Дранг нах Остен». В плату за освобождение от большевизма Россия передала бы Германии какие-нибудь свои пограничные территории для немецкой колонизации, но сохранила бы свою государственную независимость и Украину. Со слов Шульгина, он написал эту работу для передачи кому-то из руководства нацистской Германии, а с её содержанием ознакомил А. И. Гучкова, И. Л. Солоневича и И. А. Ильина; последний работу раскритиковал за то, что в ней Шульгин слишком мало обещал немцам, которые поэтому на переговоры не пошли бы.
В этот период Шульгин не был одинок в своих надеждах на Германию — приход в ней к власти партии фашистского толка многими представителями русского зарубежья (Д. С. Мережковский, З. Н. Гиппиус, И. А. Ильин, отец Иоанн Шаховский, П. Н. Краснов) объяснялся как ответная реакция на идеи Коминтерна и связывался с возможной иностранной интервенцией, которая положит конец большевистскому правлению в России, причём считалось, что при этом Гитлер не будет врагом русского народа, а его цели в борьбе с коммунистическим режимом совпадали с целями Белого движения.
Шульгин одобрил аншлюс Австрии, публично высказав своё мнение об этом в брошюре «Аншлюс и мы». Историк Будницкий назвал такую позицию «характерной» для части русской эмиграции. В этом эссе Шульгин описал аншлюс как воссоединение разобщённого немецкого народа, названное им первой практической реализацией нацистского лозунга нем. Ein Volk, ein Reich, ein Führer! («Один народ, одно государство, один вождь!»), и сравнил его с присоединением Гетманщины к Русскому царству в 1654 году, которое считал воссоединением единого русского народа.
С началом Второй мировой войны Шульгин увидел в национал-социализме угрозу национальным интересам России. После захвата Югославии в апреле 1941 года Шульгин, с его же слов, отказался от любых контактов с германской администрацией, считая немцев врагами, но не призывая ни к борьбе, ни к союзу с нацистской Германией. Шульгин вспоминал, что «…ни с одним немцем за всю войну мне не удалось сказать ни одного слова». Летом 1944 года его сын Дмитрий, работавший в Польше на строительстве автомобильных дорог, прислал Шульгину документы, позволявшие ему выехать в одну из нейтральных стран, но Шульгин не воспользовался ими — в конце заявления нужно было написать: «Хайль Гитлер!», а Шульгин не мог этого сделать «из принципа».

## В Советском Союзе

### В заключении

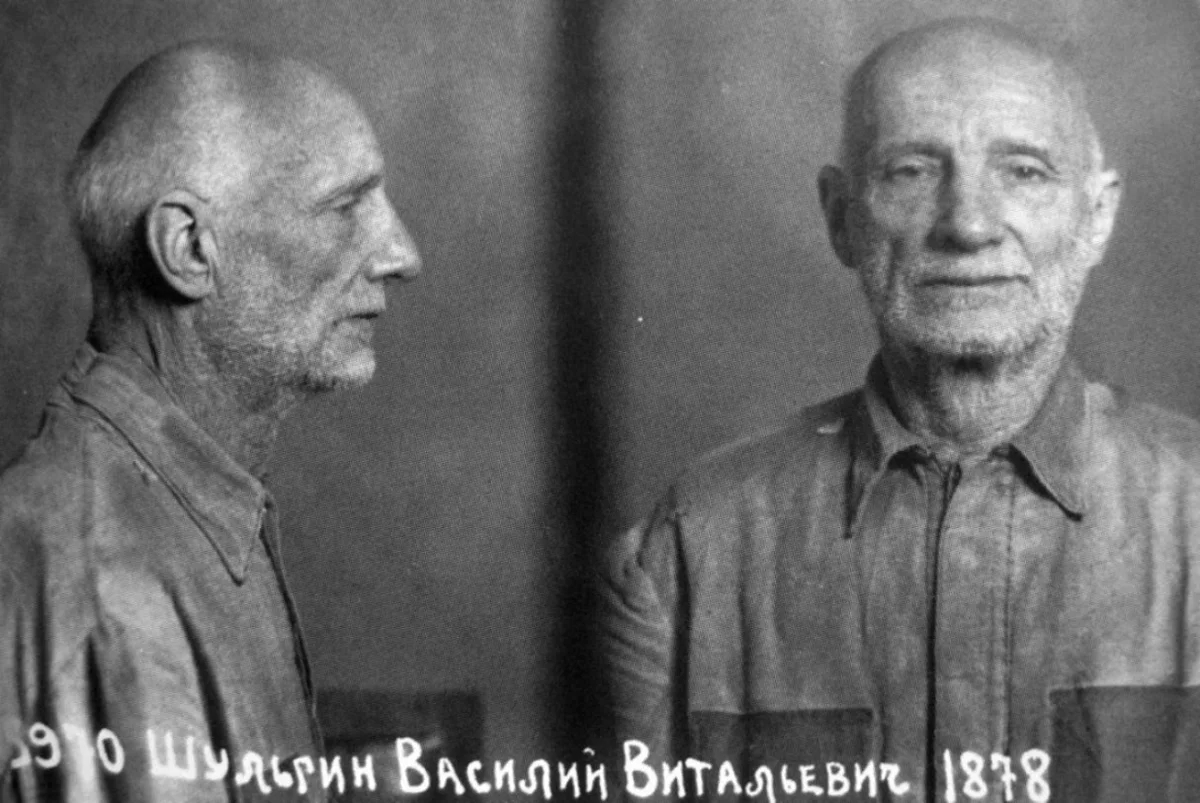
Фото В. В. Шульгина из материалов следственного дела

В 1944 году советские войска вступили в Югославию. В декабре 1944 года Шульгин был задержан, вывезен через Венгрию в Москву, где 31 января 1945 года был оформлен его арест как активного члена белогвардейской организации «Русский Общевоинский Союз», и после следствия по его делу, проходившего более двух лет, был приговорён по статьям 58-4, 58-6 часть 1, 58-8 и 58-11 УК РСФСР постановлением особого совещания при МГБ от 12 июля 1947 года к 25 годам заключения за «антисоветскую деятельность». На вопрос, заданный перед вынесением приговора, признаёт ли он себя виновным, Шульгин ответил: «На каждой странице моя подпись, значит, я как бы подтверждаю свои дела. Но вина ли это, или это надо назвать другим словом — это предоставьте судить моей совести». Приговор потряс Шульгина своей суровостью. Он вспоминал: «Этого я не ожидал. Максимум, на что я рассчитывал, — это на три года». Историк А. В. Репников объяснял вынесение именно такого приговора следующим обстоятельством: Указом Президиума Верховного Совета СССР от 26 мая 1947 года «Об отмене смертной казни» была провозглашена отмена смертной казни в мирное время. Этим же указом устанавливалось, что за преступления, наказуемые по действовавшим законам смертной казнью, вводилось наказание в виде заключения в исправительно-трудовом лагере сроком на 25 лет. Таким образом, как полагал Репников, престарелый Шульгин должен был быть приговорён к расстрелу, и его спасло только то, что в момент вынесения ему приговора смертная казнь в СССР была отменена. Шульгину повезло ещё больше, если учесть, что уже 12 января 1950 года смертная казнь в СССР была восстановлена для «изменников Родины, шпионов, подрывников-диверсантов».
Срок Шульгин отбывал во Владимирском централе, среди его сокамерников были Мордехай Дубин, философ Даниил Андреев, князь П. Д. Долгоруков, биолог В. В. Парин, большевистский деятель М. А. Таиров, генералы вермахта и японские военнопленные. В ночь на 5 марта 1953 года Шульгину приснился сон: «Пал великолепный конь, пал на задние лапы, опираясь передними о землю, которую он залил кровью». Вначале он связал сон с приближающейся годовщиной смерти Александра II, но скоро узнал о смерти И. В. Сталина. После двенадцати лет в тюрьме Шульгин был освобождён в 1956 году по амнистии. Весь срок заключения Шульгин упорно работал над мемуарами. В музее, который открылся во Владимирском централе после распада СССР, есть стенд, посвящённый Шульгину. Среди экспонатов есть опись одной из посылок, которую Шульгин получил от своего бывшего сокамерника — немецкого военнопленного: обычным содержимым посылок были продукты питания, но посылка Шульгину состояла из двух килограммов писчей бумаги. Большая часть этих записей была уничтожена тюремной администрацией. Остались лишь фрагменты о встречах с замечательными соотечественниками. Политическая часть мемуаров послужила позднее основой книги «Годы».

### После освобождения. В Гороховце и Владимире. Книга «Опыт Ленина»
После освобождения Шульгин под конвоем был отправлен в город Гороховец Владимирской области и там помещён в инвалидный дом, но в нём отсутствовали условия для семейного проживания (Шульгину позволили поселиться вместе с женой, которой разрешили приехать из ссылки в Венгрии, куда она была выслана из Югославии как «советская шпионка»), и он был очень быстро переведён в инвалидный дом во Владимире, где условия были лучше. Шульгину разрешили вернуться к литературному труду, и в доме для престарелых в 1958 году он написал первую после освобождения книгу «Опыт Ленина» (изданную с сокращениями в журнале «Наш современник» только в 1997 году), в которой он постарался осмыслить результаты социального, политического и экономического строительства, начавшегося в России после 1917 года. Значение этой книги в том, что, не предполагая, что её смогут читать его современники, Шульгин попытался описать советскую историю глазами человека XIX века, видевшего и помнящего «царскую Россию», в которой он играл значительную политическую роль. В отличие от эмигрантов, которые знали о советской жизни только понаслышке, Шульгин наблюдал развитие советского общества изнутри.
Согласно точке зрения Шульгина этого периода, начало гражданской войны в России положил «похабный» Брестский мир, который многие граждане России не могли расценить тогда иначе, как предательскую капитуляцию и национальное унижение. Однако, осмысливая события тех дней через прошедшие годы, Шульгин пришёл к выводу, что позиция Ленина была не столь нереалистичной и иррациональной, — заключением мира, как писал Шульгин, большевики спасли от уничтожения на фронте Первой мировой миллионы русских жизней.
Как русский националист, Шульгин не мог не радоваться росту влияния Советского Союза в мире: «Красные… на свой манер прославили имя русское, …как никогда раньше». В самом социализме он видел дальнейшее развитие присущих русскому обществу черт — общинной организации, любви к авторитарной власти; даже атеизму он давал объяснение, что он есть всего лишь модификация православной веры.
Вместе с тем он не идеализировал советскую жизнь, и некоторые из его мрачных размышлений оказались пророческими. Он был обеспокоен силой уголовной среды, с которой ему пришлось познакомиться в заключении. Он считал, что при определённых обстоятельствах (ослаблении власти) эта «грозная» сила, «враждебная всякому созиданию», сможет выйти на поверхность, и «жизнью овладеют бандиты». Нерешённой он считал и национальную проблему: «Положение Советской власти будет затруднительное, если, в минуту какого-нибудь ослабления центра, всякие народности, вошедшие в союз … СССР, будут подхвачены смерчем запоздалого сепаратизма». Серьёзной проблемой, по его мнению, был и низкий жизненный уровень в СССР, особенно в сравнении с уровнем жизни в развитых странах Европы, — он подметил, что такие черты, как утомлённость и раздражительность, превратились в национальные черты советского народа. Подводя итог, Шульгин писал: 

Моё мнение, сложившееся за сорок лет наблюдения и размышления, сводится к тому, что для судеб всего человечества не только важно, а просто необходимо, чтобы коммунистический опыт, зашедший так далеко, был беспрепятственно доведён до конца. 
То, что я пишу сейчас, это слабосильная старческая попытка перед тем как совсем, совсем отойти в сторону, высказать, как я понимаю, подводные камни, угрожающие кораблю Россия, на котором я когда-то плыл.
Историк Бабков полагал, что Шульгин пришёл к пониманию и оправданию «опыта Ленина», но по-прежнему с позиций националистических и консервативных — «опыт Ленина» нужно «довести до конца» лишь только для того, чтобы русский народ окончательно «переболел» и навсегда избавился от «рецидива коммунистической болезни». Историки Репников и Гребёнкин полагали, что Шульгина нельзя обвинять в желании выслужиться или подтвердить свою лояльность к советской власти для улучшения собственного положения. Написанием книги «Опыт Ленина» Шульгин пытался проанализировать произошедшие с Россией перемены и заставить власти прислушаться к его предупреждениям.
В 1958 он отправил руководству КГБ докладную записку, в которой предрёк возрождение в России идей коммунизма, что «Найдутся пламенные мстители, они скажут: Рай на Земле был близок к осуществлению, но враги рода человеческого сожгли светлое будущее в дьявольском пламени своей злобы. Смерть им! Они будут иметь успех, и волынка начнется сначала».

### Жизнь во Владимире. Книга «Письма к русским эмигрантам»

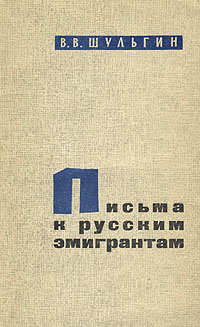
Первая книга Шульгина после долгого молчания на родине

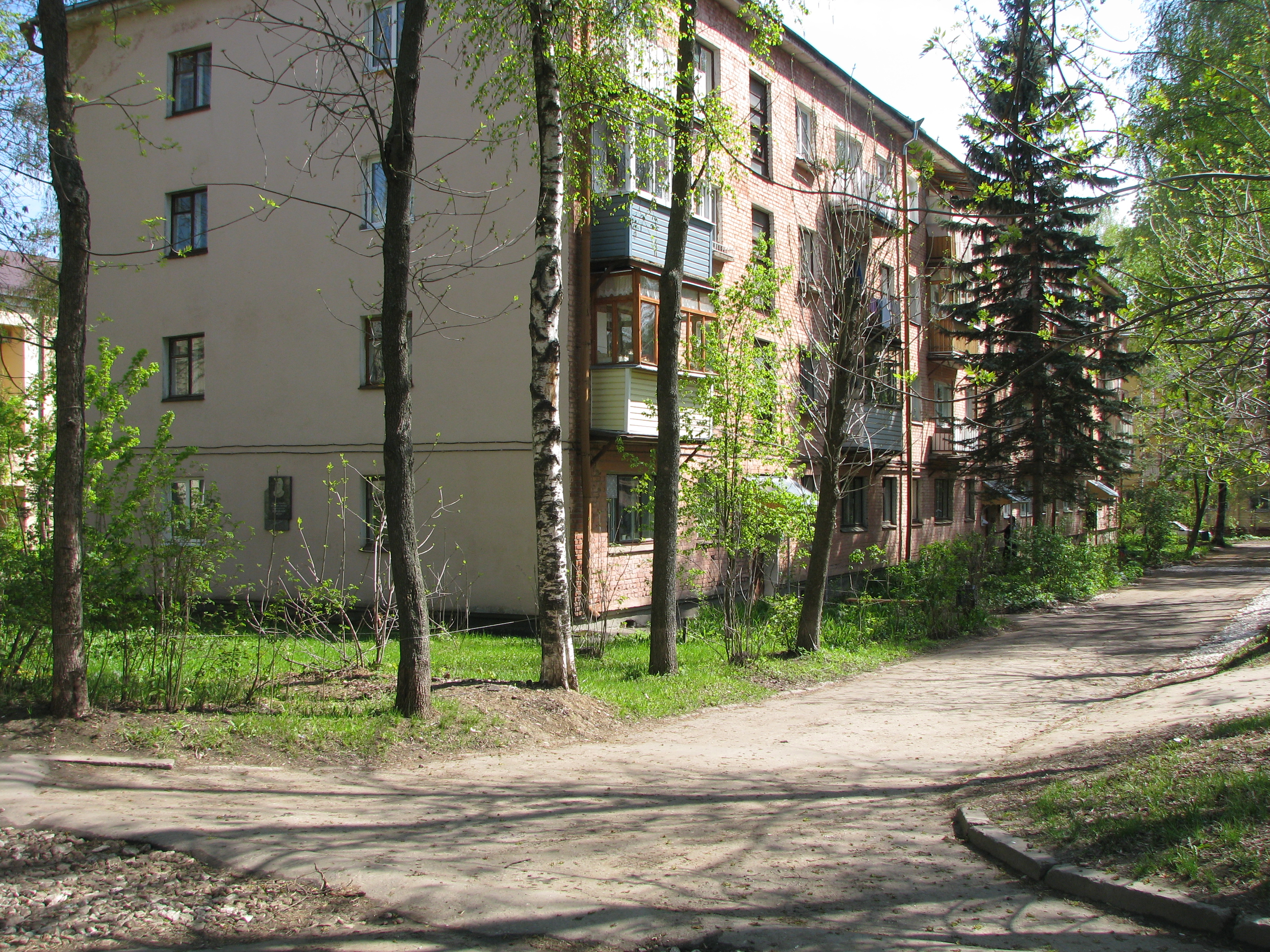
Д. 1 по улице Кооперативной (с 1967 года улица Фейгина), где в кв. 1 на 1-м этаже (фото со стороны угла квартиры) Шульгины жили с 1960 года до смерти

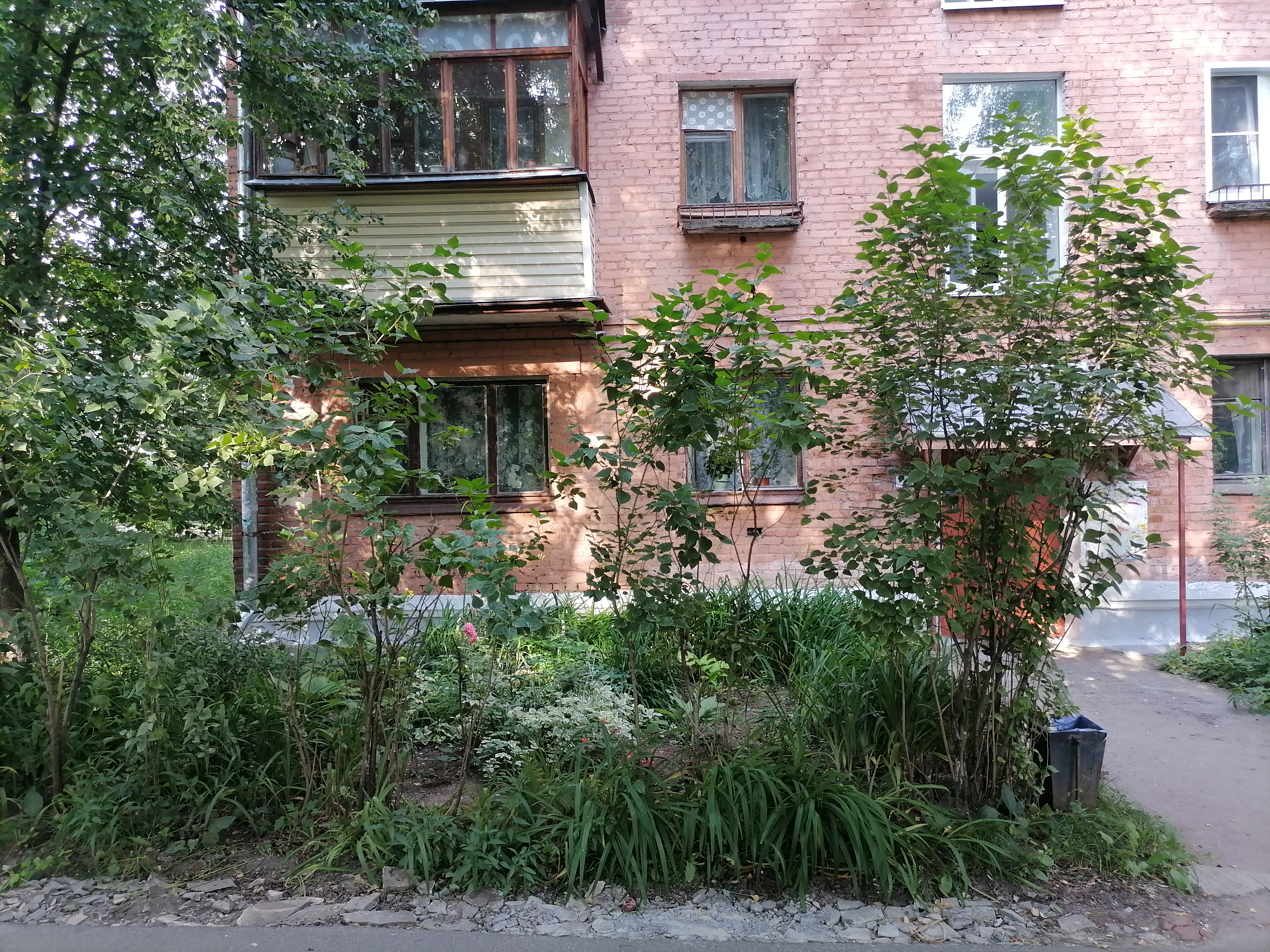
Окна квартиры В. В. Шульгина

В 1960 году Шульгиным выделили однокомнатную квартиру во Владимире, где они жили под постоянным надзором КГБ. Ему позволяли писать книги и статьи, принимать гостей, путешествовать по СССР и даже иногда наведываться в Москву. К Шульгину началось настоящее паломничество: приезжали многие безвестные и знаменитые посетители, желавшие пообщаться с человеком, который был свидетелем поворотных событий в истории России, — писатель М. К. Касвинов, автор книги «Двадцать три ступени вниз», посвящённой истории царствования Николая II, режиссёр С. Н. Колосов, снимавший телефильм об «операции „Трест“», писатель Л. В. Никулин, автор художественного романа-хроники, посвящённого той же операции, писатели Д. А. Жуков и А. И. Солженицын, который расспрашивал Шульгина о событиях Февральской революции, собирая материалы для романа «Красное колесо» и исследования «Двести лет вместе», художник И. С. Глазунов, музыкант М. Л. Ростропович.
В 1961 году стотысячным тиражом вышла написанная Шульгиным книга «Письма к русским эмигрантам». В книге утверждалось: то, что делают советские коммунисты во второй половине XX века, не только полезно, но и совершенно необходимо для русского народа и спасительно для всего человечества. В книге упоминался стандартный идеологический набор того времени: о ведущей роли КПСС, о Н. С. Хрущёве, личность которого «постепенно захватила» Шульгина. Впоследствии Шульгин с досадой так отзывался об этой книге: «Меня обманули» (для написания книги Шульгина специально возили по СССР, показывая «достижения» коммунистической власти, которые на деле являлись «потёмкинскими деревнями»), но от основной мысли книги — что новая война, если она начнётся, станет концом существования русского народа, — он не отрёкся до самой смерти.

### Гость на XXII съезде КПСС. Фильм «Перед судом истории»
В 1961 году в числе гостей Шульгин присутствовал на XXII съезде КПСС. В 1965 году выступил в роли главного героя советского документального фильма «Перед судом истории» (режиссёр Фридрих Эрмлер, работа над фильмом шла с 1962 по 1965 год), в котором он делился своими воспоминаниями с «советским историком» (настоящего историка найти не удалось, и роль была поручена актёру и сотруднику спецслужб Сергею Свистунову). Шульгин не пошёл ни на какие уступки, и цель фильма — показать, что сами лидеры белой эмиграции признали, что их борьба проиграна и дело «строителей коммунизма» победило, — не была достигнута, фильм показывался в московских и ленинградских кинотеатрах всего лишь три дня: несмотря на интерес зрителей, фильм был моментально снят с проката. По оценке генерала КГБ Филиппа Бобкова, который курировал от ведомства создание фильма и тесно общался со всей творческой группой, «Шульгин прекрасно выглядел на экране и, что важно, всё время оставался самим собой. Он не подыгрывал своему собеседнику. Это был смирившийся с обстоятельствами, но не сломленный и не отказавшийся от своих убеждений человек. Почтенный возраст Шульгина не сказался ни на работе мысли, ни на темпераменте, не убавил и его сарказма. Его молодой оппонент, которого Шульгин едко и зло высмеял, выглядел рядом с ним очень бледно».
Всё это — поездки по стране, издававшиеся книги, приглашение на съезд партии и выпуск в прокат фильма — было приметами хрущёвской «оттепели». Но как только Н. С. Хрущёв был смещён и к власти в СССР пришли новые лидеры, идеологическая политика изменилась, цензура в СССР была ужесточена. Привлечение Шульгина к публичной жизни было признано ошибочным на заседании секретариата ЦК КПСС.

### Последние годы жизни

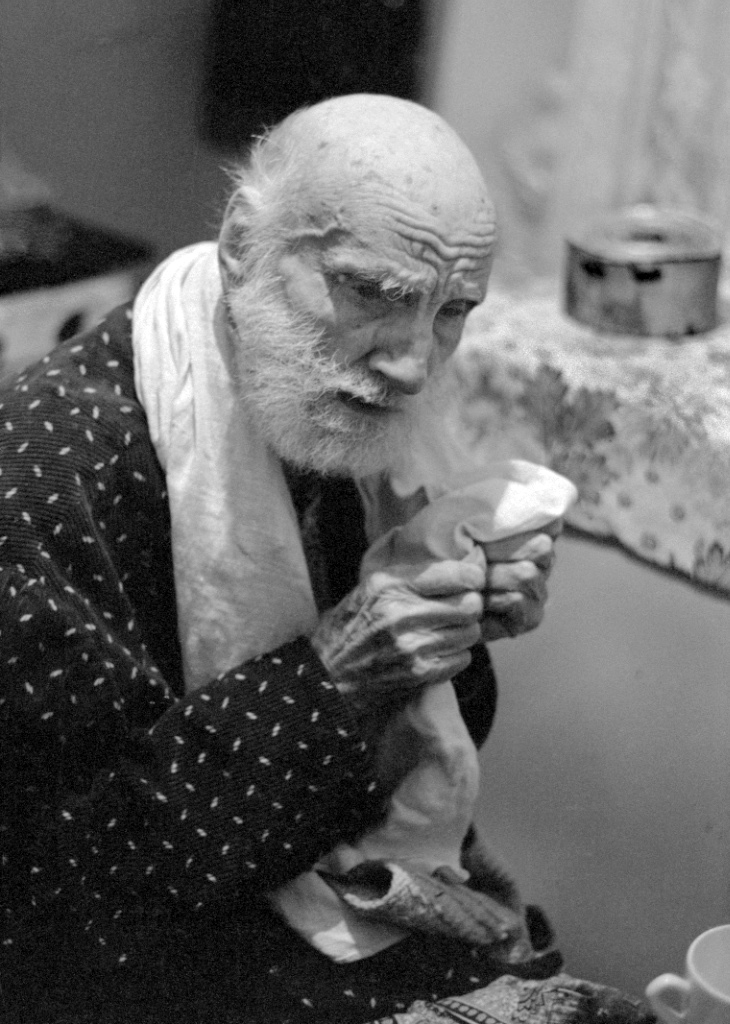
Василий Шульгин в свой последний день рождения. Фото И. А. Пальмина

Советского гражданства Шульгин так и не принял. Живя за границей, он также не принимал иностранного гражданства, оставаясь подданным Российской империи, себя называл апатридом. 27 июля 1968 года скончалась жена Шульгина. Похоронив её, Шульгин поселился рядом с кладбищем в деревне Вяткино под Владимиром и 40 дней прожил там, рядом со свежей могилой. За одиноким стариком ухаживали соседи по дому.
Шульгин всегда был романтически настроенным человеком, проявлял повышенный интерес к загадочным явлениям человеческой психики. Он всю жизнь вёл «антологию таинственных случаев» — тех, что происходили с ним или с его родными и знакомыми. Был лично знаком со многими видными оккультистами (Г. И. Гурджиевым, А. В. Сакко, С. В. Тухолкой и другими), до конца дней увлекался спиритизмом. К концу жизни его мистицизм усилился. Тогда же он завёл привычку каждое утро записывать содержание снов, которые он видел накануне, в обычные ученические тетради. В последние годы он плохо видел и писал почти наугад, очень крупным почерком. Тетрадей с записями его снов скопилось несколько чемоданов. Художник И. С. Глазунов писал, что, по его сведениям, с 1966 года до самой своей кончины Шульгин писал книгу-дневник под названием «Мистика». После смерти Шульгина рукопись попала к художнику и с небольшими сокращениями была напечатана в 2002 году в журнале «Наш современник».
Увлечение мистицизмом было связано с тем, что В. В. Шульгин всё более болезненно воспринимал своё участие в революции и фактическое соучастие в трагедии Царской семьи. «С Царём и с Царицей моя жизнь будет связана до последних дней моих, хотя они где-то в ином мире, а я продолжаю жить — в этом. И эта связь не уменьшается с течением времени. Наоборот, она растёт с каждым годом. И сейчас, в 1966 году, эта связанность как будто достигла своего предела, ‒ отмечал Шульгин. ‒ Каждый человек в бывшей России, если подумает о последнем русском Царе Николае II, непременно, припомнит и меня, Шульгина. И обратно. Если кто знакомится со мной, то неизбежно в его уме появится тень монарха, который вручил мне отречение от престола 50 лет тому назад». Считая, что «и Государь, и верноподданный, дерзнувший просить об отречении, были жертвой обстоятельств, неумолимых и неотвратимых», Шульгин писал: «Да, я принял отречение для того, чтобы Царя не убили, как Павла I, Петра III, Александра II-го… Но Николая II всё же убили! И потому, и потому я осуждён: Мне не удалось спасти Царя, Царицу, их детей и родственников. Не удалось! Точно я завёрнут в свиток из колючей проволоки, которая ранит меня при каждом к ней прикосновении». Поэтому, завещал Шульгин, «молиться надо и за нас, сугубо грешных, бессильных, безвольных и безнадёжных путаников. Не оправданием, а лишь смягчением нашей вины может быть то обстоятельство, что мы запутались в паутине, сотканной из трагических противоречий нашего века»…
В январе 1973 года один из первых специалистов в области «устной истории» — В. Д. Дувакин — записал на аудиоплёнку четыре беседы с Шульгиным, общей продолжительностью 610 минут, в которой тот рассказывал о своей жизни в эмиграции. Текст этих записей частично был опубликован исследователем Д. Б. Споровым в 2007 году в сборнике «Диаспора: новые материалы».

### Смерть

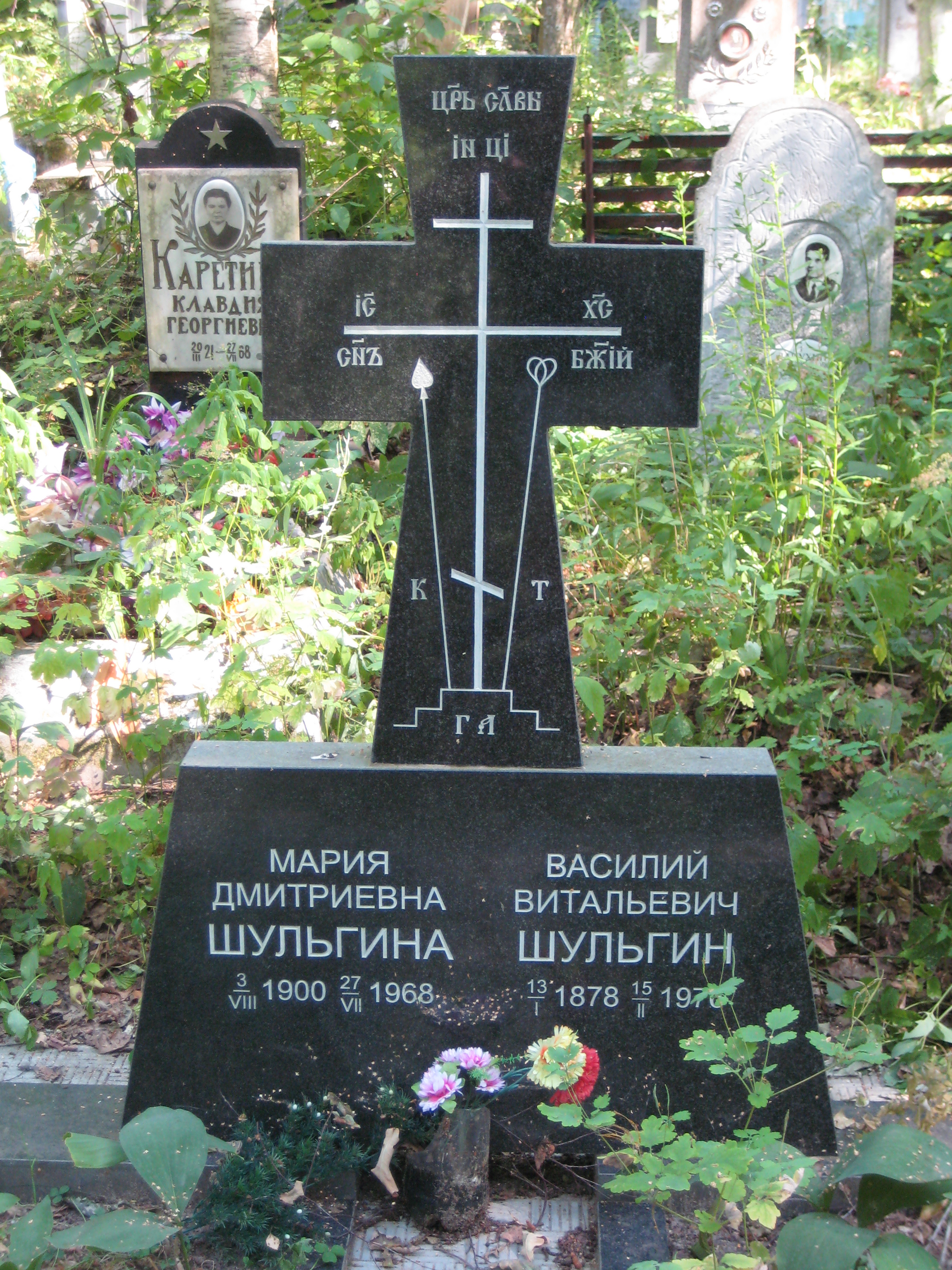
Памятник на могиле Василия Шульгина на кладбище «Байгуши»

Ещё в 1951 году, находясь в тюрьме, Шульгин переписал «в видах восстановления истины» стихотворение Игоря Северянина, когда-то посвящённое ему самому:
Он пустоцветом был. Всё дело в том,

Что в детстве он прочёл Жюль Верна, Вальтер Скотта,

И к милой старине великая охота

С миражем будущим сплелась неловко в нём.

Но всё же он напрасно был гоним

Из украинствующих братьев теми,

Которые не разобрались в теме

Он краелюбом был прямым.

Мемориальная доска на доме № 1 по улице Фейгина во Владимире. Скульптор Игорь Черноглазов

Полагая, что скоро умрёт, он завещал последнюю строчку вырезать на обратной стороне своего могильного камня, а для его лицевой стороны сочинил себе следующую эпитафию:
Последние листы блаженством слёз залиты.

Но не грусти, перо, к тебе вернутся вновь.

Когда ударит гром и встанут мёртвых плиты,

Я снова буду петь бессмертную любовь!
Умер Василий Витальевич Шульгин во Владимире 15 февраля 1976 года, в праздник Сретения Господня, на девяносто девятом году жизни, от приступа стенокардии. Как вспоминала Людмила Маринина, проживавшая с ним последние годы и ухаживавшая за стариком: «…он всё время чувствовал себя хорошо, но в январе месяце переболел гриппом… в ночь на 15 февраля он почувствовал боль в груди и принимал таблетки от грудной жабы, затем утром полчаса восьмого пошёл спать, как обычно он ночью сидел, а днём спал, и я пошла в магазин… прихожу, а он лежит уже мёртвый…»
Был отпет в кладбищенской церкви рядом с Владимирской тюрьмой, в которой провёл 12 лет. Похоронен на владимирском кладбище «Байгу́ши». На похоронах было человек 10—12, среди них — Андрей Голицын, Илья Глазунов. За похоронами из «газика» наблюдали сотрудники КГБ. Похоронен рядом с женой. Обе могилы сохранились. Над ними воздвигнут строгий чёрный крест, установленный на небольшом постаменте, на котором выбиты имена и даты жизни.
По воспоминаниям современников, Шульгин до последних дней жизни сохранил ясный ум и хорошую память и остался русским патриотом.

## Политические взгляды
Имя Шульгина в российской истории начала XX века прочно ассоциируется с черносотенным движением и антисемитизмом. Это ошибочное утверждение. Шульгин, например, выступал в защиту Бейлиса, критикуя обвинения прокуратуры, за что был приговорен к 3-месячному заключению, но избежал его как депутат Думы. И хотя сам Шульгин не скрывал своих националистических и антисемитских взглядов, его отношение к «еврейскому», «украинскому» и «русскому» вопросам было очень противоречивым и существенно менялось в различные периоды его жизни.
При этом, по мнению историка Бабкова, неизменным свойством личности Шульгина на протяжении всей его жизни оставалась любовь к России, и прежде всего к его «малой родине» — Малороссии.
В «русском вопросе» Шульгин выступал как «государственник» — он не мыслил сильной России без мощного государства, при этом сама форма власти в России (монархизм, республика или нечто иное) была для Шульгина вопросом второстепенным. Однако он считал, что для русских условий наилучшей формой правления, обеспечивающей сильную власть, является монархия. Сутью монархизма Шульгина являлось сочетание государственно-национальной идеи с идеей законности, осуществляемой через Думу (представительный орган), — «столыпинский монархизм». П. А. Столыпин оставался для Шульгина образцом политического деятеля, даже кумиром, до конца дней. Монархизм Шульгина претерпел эволюцию от приверженности абсолютной монархии (в начале его политической карьеры) до поддержки идеи конституционной монархии к началу Первой мировой войны. Во время Гражданской войны Шульгин твёрдо верил, что наилучшим способом правления в России может быть только конституционная монархия. Шульгин не мог точно сформулировать, что есть «русская нация» и «настоящий русский». Для него главным критерием «русскости» была любовь к России. По мнению Шульгина, перед русским народом стояла некая мессианская задача мирового масштаба — передавать достижения европейской культуры на Восток, заниматься «окультуриванием» диких азиатских просторов. До конца жизни Шульгин оставался монархистом и помнил о своей роли в отречении от власти Николая II. Он писал: «С царём и царицей моя жизнь будет связана до последних дней моих. И эта связь не уменьшается с течением времени…», что, впрочем, не мешало некоторым правым, например Н. Е. Маркову второму, считать его предателем монархической идеи.

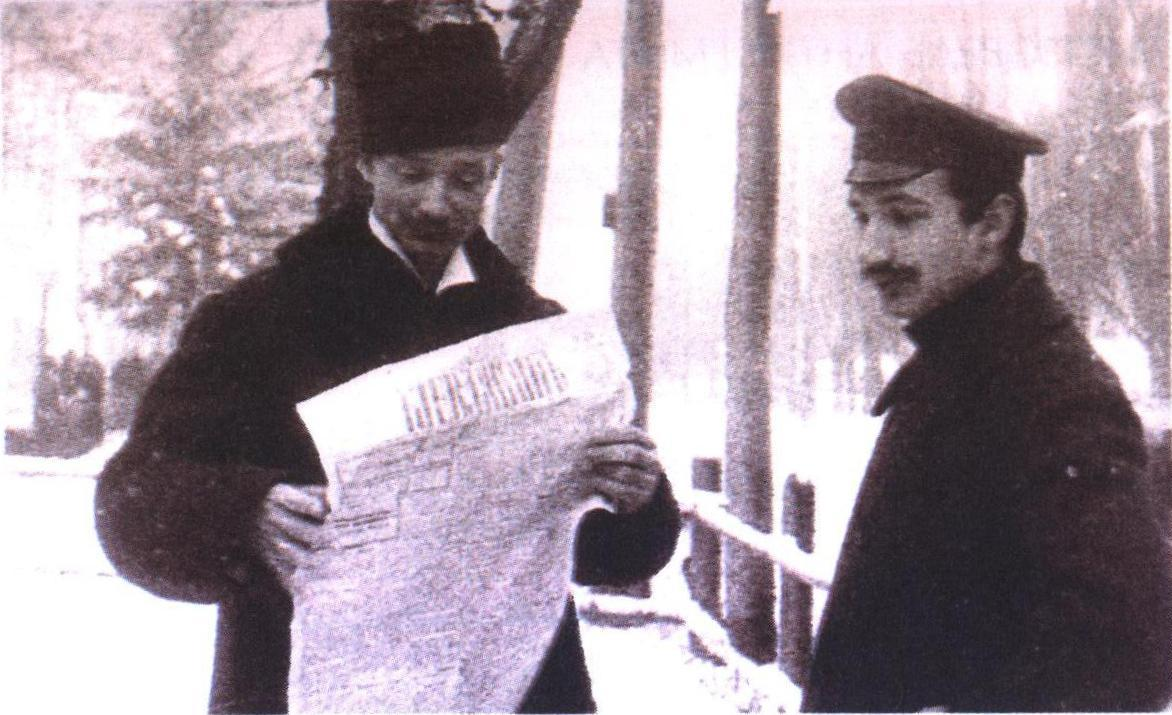
С газетой «Киевлянин» Шульгин не расставался даже в дни отречения Николая II. Псков, март 1917

«Украинский вопрос» для Шульгина был самым важным среди всех прочих национальных проблем, а себя в этом вопросе он видел продолжателем дела отца, В. Я. Шульгина (1822—1878), которого он никогда не знал, и воспитавшего его отчима, Д. И. Пихно. Считая, что краеугольным камнем национального самоопределения для народа, проживающего на юге России, будет вопрос самоназвания, Шульгин принципиально не употреблял слова «Украина», именуя этот край «Малороссией», а его население «малороссами», а если уж употреблял слово украинцы и производные от него, то обычно ставил их в кавычки. Так же Шульгин относился и к вопросу украинского языка: «галицкий диалект» его, который и трактовался Шульгиным как «настоящий украинский язык», Шульгин считал чуждым населению Южной России. «Местный диалект» он называл малороссийским, считая его одним из диалектов «великорусского наречия». Исход борьбы «украинского» и «малороссийского» течений, по Шульгину, упирался в самоидентификацию проживавшего на Украине населения. От этого, по мнению Шульгина, зависело будущее всего Российского государства. Для победы в этой борьбе нужно было объяснить «малорусскому народу, что он, народ живущий от Карпат до Кавказа, самый русский из всех русских». Шульгин многократно высказывался в том духе, что отдельной украинской нации не существует и Малороссия — естественная и неотъемлемая часть России, отделение которой от Великороссии будет ещё и шагом назад в культурном плане. Так как этнических и расовых отличий между великороссами и малороссами Шульгин не видел, для него «украинский вопрос» был вопрос сугубо политический. Для Шульгина малороссы были одной из ветвей русского народа, а украинцы воспринимались им не как народ, а как политическая секта, стремящаяся расколоть его единство, и основным чувством этой секты была «ненависть к остальному русскому народу… [и эта ненависть заставляла] …их быть друзьями всех врагов России и ковать мазепинские планы». Самого себя Шульгин также считал малороссом.
Хотя Шульгин сам себя называл антисемитом, отношение к «еврейскому вопросу» было, возможно, самым противоречивым пунктом в мировоззрении Шульгина. Шульгин различал три типа антисемитизма: 1) биологический, или расовый, 2) политический, или, как он говорил, культурный, 3) религиозный, или мистический. Антисемитом первого типа Шульгин никогда не был, он придерживался второго, «политического антисемитизма», считая, что «еврейское засилье» может быть опасным для коренных народов империи, так как они могут утратить свою национальную и культурную идентичность. Шульгин объяснял это тем, что еврейская нация сформировалась три тысячи лет назад, а русская — всего тысячу, поэтому является более «слабой». «Еврейский вопрос» всегда оставался для Шульгина исключительно вопросом политическим, и он укорял себя за то, что критикуя в своих публикациях «еврейство», он далеко не всегда предуведомлял своего читателя, что имел он в виду только «политическое еврейство», а не всех евреев как нацию. Шульгин так описывал эволюцию его отношения к евреям: 

В русско-японскую войну еврейство поставило ставку на поражение и революцию. И я был антисемитом. Во время мировой войны русское еврейство, которое фактически руководило печатью, стало на патриотические рельсы и выбросило лозунг «война до победного конца». Этим самым оно отрицало революцию. И я стал «филосемитом». И это потому, что в 1915 году, так же как в 1905, я хотел, чтобы Россия победила, а революция была разгромлена. Вот мои дореволюционные «зигзаги» по еврейскому вопросу: когда евреи были против России, я был против них. Когда они, на мой взгляд, стали работать за «Россию», я пошёл на примирение с ними.
При этом Шульгин всегда выступал против еврейских погромов. Но с началом Гражданской войны, видя большой процент евреев среди как рядовых большевиков, так и лидеров Советской России, Шульгин начал обвинять в разрушении Русского государства не отдельных представителей евреев, а всю нацию (приводя аналогию с немецкой нацией — хоть не все немцы виноваты в развязывании Мировой войны, по условиям Версальского мира за это отвечала вся немецкая нация). Виноваты, по мнению Шульгина, евреи прежде всего в том, что не дали отпор вышедшим из своих рядов революционерам и не остановили их. Его статьи в «Киевлянине» в 1919 году, и особенно печально известная статья «Пытка страхом», были восприняты как поощряющие и оправдывающие погромные настроения. Предвосхищая логику, ставшую обычной только во второй половине XX века, Шульгин, возможно, впервые в истории русской политической публицистики, предложил в брошюре «Что нам в них не нравится» принцип этнической вины, этнической ответственности и этнического раскаяния. Шульгин требовал от евреев «добровольного отказа …от участия в политической жизни России». Однако к концу жизни, по свидетельству Ю. О. Домбровского, Шульгин кардинально изменил свои взгляды в отношении евреев. Причинами этого были его заключение в ГУЛаге, катастрофа европейского еврейства и дружба с неким ортодоксальным литовским евреем. Когда в то время Шульгина спрашивали, не антисемит ли он, то вместо ответа он рекомендовал прочитать его статьи о «деле Бейлиса».

## Критика личности Шульгина и его взглядов

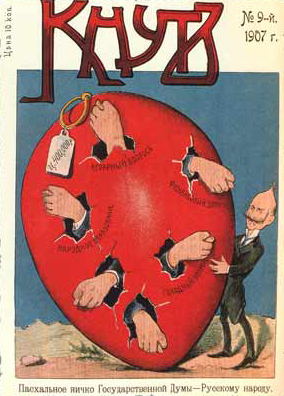
В качестве правого депутата Василий Шульгин был объектом многочисленных политических карикатур

В. И. Ленин оценивал деятельность Шульгина-политика, исходя из своего представления об антагонизме интересов революционного пролетариата и помещичье-дворянской буржуазии, исключительные интересы которой, по мнению Ленина, представлял в Думе Шульгин, отстаивая принципы частной собственности на землю. Принудительное отчуждение земли, по выражению Шульгина, означало «могилу культуры и цивилизации». Заочный спор Шульгина и Ленина, состоявшийся в мае 1917 года, был обыгран в 1965 году в киноленте Ф. Эрмлера «Перед судом истории», где Шульгин, защищая свою позицию патриота и сторонника продолжения военных действий против Германии в споре с большевиками, настаивавшими на прекращении непопулярной войны, утверждал: «Мы предпочитаем быть нищими, но нищими в своей стране. Если вы можете нам сохранить эту страну и спасти её, раздевайте нас, мы об этом плакать не будем». На что В. И. Ленин (устами советского «историка» С. Свистунова) возражал: «Не запугивайте, г. Шульгин! Даже когда мы будем у власти, мы вас не „разденем“, а обеспечим вам хорошую одежду и хорошую пищу, на условии работы, вполне вам подсильной и привычной! Запугивание годится против Черновых и Церетели, нас „не запугаете“!»:34
В фильм не вошла ещё одна ленинская цитата: «Вообразите большевика, который подходит к гражданину Шульгину и собирается его раздевать. Он мог бы с большим успехом обвинять министра Скобелева в этом. Мы никогда так далеко не шли»:94, однако последующие события Гражданской войны подтвердили, что ничего необыкновенного в предположении Шульгина не было. О дальнейшем интересе председателя Совнаркома к Шульгину говорит тот факт, что в его библиотеке имелись две книги публициста — «Нечто фантастическое» и «1920».
С. П. Мельгунов, не относившийся к поклонникам Шульгина, критически отзывался о его мемуарах и об их авторе, относя первые к «полубеллетристическим произведениям, не могущим служить канвой для исторического повествования». В «Мартовских днях 1917 года» Мельгунов писал о книге Шульгина «Дни», что в ней «вымысел от действительности не всегда можно отделить», и намекал на то, что Шульгин участвовал в заговоре против Николая II. Впрочем, историк Д. И. Бабков отметил, что подобные обвинения так и не были никем доказаны, а описания событий, данные Шульгиным и раскритикованные Мельгуновым как недостоверные, совпадают с мемуарами иных лиц, о чём Мельгунову, вероятно, не было известно в момент написания указанной книги.
В СССР на Шульгина, как и на других «черносотенцев», был повешен ярлык «великорусского шовиниста» — в частности, в 1922 году Сталин упоминал Шульгина как «мракобеса русского шовинизма». Информация о Шульгине, напечатанная в советских справочных источниках, была зачастую необъективной.
Американский историк Питер Кенез, называя Шульгина «выдающийся личностью» (англ. prominent figure), писал в своей работе англ. Civil War in South Russia, 1919–1920: The Defeat of the Whites, вышедшей в 1977 году:

Из крупных фигур антибольшевистского движения только Шульгина можно охарактеризовать как протофашиста. Среди консерваторов и реакционеров он выглядел современной фигурой благодаря страстному национализму, демагогии, готовности эксплуатировать антисемитизм и способности экспериментировать с нетрадиционными методами политической борьбы. Нелепо, но не очень удивительно, что он оказался среди очень немногих белых лидеров, которые в конечном счете пошли на персональную мировую с советским режимом.Оригинальный текст (англ.)Shulgin alone among the major figures of the anti-Bolshevik movement could be described as a proto-fascist. His passionate nationalism, his demagogy, his willingness to exploit anti-Semitism and his ability to experiment with unconventional methods of political warfare made him appear a modern figure among the conservatives and reactionaries. It is ironic but not very surprising that he was among the very few White leaders who ultimately made their peace with the Soviet regime.
Уже в постсоветское время личность Шульгина и его роль в исторических событиях, прежде всего в связи с двумя эпизодами — делом Бейлиса и отречением Николая II, часто подвергались критике, причём как с либеральных позиций, так и с консервативных. Так, исследователь В. С. Кобылин, оценивающий деятельность Шульгина с право-монархических позиций, писал о нём: «порядочные люди „Шульгиным“ руки не подают». Диссидент В. Н. Осипов, посещавший Шульгина во Владимире, поражался отсутствию у него раскаяния за ряд антимонархических действий, совершённых до революции, и покинул «92-летнего свидетеля роковых дней России с чувством невыразимой горечи». С другой стороны, либеральный писатель В. П. Ерашов в аннотации к своему «роману-размышлению» «Парадоксы В. В. Шульгина», вышедшему в 2004 году, давал ему такие нелицеприятные оценки: «Ярый монархист, он принимал из рук Николая II акт отречения от престола. Убеждённый антисемит — защищал евреев от погромов и преследований. Махровый русофил — ненавидел и презирал свой народ. Идеолог „Белого движения“ — развенчивал его. Враг большевиков — не поднял на них оружие. Противник советской власти — прислуживал ей, будучи ею сломленным», а воспоминания Шульгина описывал как «вымысел», «фантазии», «ложь» или даже «бред». При этом автор не предоставил доказательств своим утверждениям, а его книга о Шульгине содержала множество фактических неточностей. Впрочем, схожие оценки поступкам Шульгина давал ещё в 1920-х годах советский публицист И. М. Василевский.
В 1993 году вышла книга М. И. Буянова «Дело Бейлиса», несколько страниц которой посвящены Шульгину. Буянов полагал, что тот «…был одним из самых отвратительных русских общественно-политических деятелей. Это был крупный помещик, черносотенец, один из самых консервативных фигур государства, шовинист, юдофоб, теоретик погромов».
В отличие от цитированного выше доктора-психиатра Буянова, историк к.и.н. Минц отмечает, что статьи Шульгина в «Киевлянине» вызвали «огромный резонанс», а историк д.и.н. Варфоломеев отмечает, что Шульгин подвергся преследованиям со стороны властей за свое выступление против антисемитской версии обвинения.
В своих воспоминаниях Шульгин утверждает, что за поддержку им Бейлиса за него молились все евреи мира.
Единодушную критику взгляды и личность Шульгина вызывали на постсоветской Украине. Некоторые украинские историки называли Шульгина не иначе как «украинцем-украинофобом», «украинофобом», «украинофобом-монархистом, одним из лидеров воинственного русского национализма», врагом украинской государственности и т. п. Президент Украины Виктор Ющенко назвал Василия Шульгина шовинистом, а украинский публицист Иван Дзюба — «классиком украинофобии и антисемитизма».

## Семья
Из письма В. В. Шульгина от 6 (19) января 1919 года В. А. Степанову

… С тех пор как мы с Вами расстались, я потерял ещё сына. Утешение мне то, что он умер смертью честного, чистого мальчика, у которого слово не расходится с делом.
Их было там на Святошинском шоссе 25 юношей. Их начальник уехал в город и не вернулся, поручив им защищать шоссе. Утром 1/14 декабря Киев был сдан. Соседние части стали отходить. Товарищ из соседней дружины подошёл к Васильку и сказал: «Мы уходим, уходите и вы». Он ответил:
«Мы не можем уйти, мы не получили приказания. Зайдите к моей матери…»
Это были последние слова от него. Они остались…
Крестьяне видели, как, втащив на дерево пулемёт, они крутили его до последнего патрона. Потом отстреливались из винтовок. Никто не ушёл. Все до единого умерли, исполняя приказание. Когда-то, может быть, Россия вспомнит этих бедных детей, которые умирали, пока взрослые предавали.
Мать откопала тело его из общей могилы-ямы. Лицо было спокойно и прекрасно, пуля попала прямо в сердце, и, должно быть, смерть была быстрая. Почти накануне, после трёх недель на позициях, он пришёл домой на один день. Хотели его удержать ещё на один день. Он ответил: «В такой семье не может быть дезертиров».
А кто вынул его тело из груды других, кто, рискуя жизнью (их едва не расстреляли), откопал его из общей ямы? Четверо волынских крестьян из нашей деревни, которые знали его с детства, и ведь любили «помещика». Вот судьба. …

Мать Мария Константиновна Шульгина (урождённая Попова, по второму браку — Пихно) (1844 — 7 октября 1883). Вышла замуж за В. Я. Шульгина в семнадцатилетнем возрасте. Скончалась от чахотки в Ницце, во Франции. Тело перевезли в Киев и похоронили на Байковом кладбище рядом с первым мужем и другими родственниками.
Сестра Павла Витальевна (1864—?) фиктивно вышла замуж за знакомого Д. И. Пихно, отставного полковника Александра Павловича Могилевского, взяв его фамилию. У неё было трое сыновей от овдовевшего Д. И. Пихно — Филипп, Александр и Иван. Они носили фамилию Могилевских, а не Пихно. Филипп («Эфем») (1886—1920) — тот самый племянник В. В. Шульгина, который был арестован одесской ЧК и которого безуспешно пытался обменять Шульгин на себя самого или пленных большевиков. После революции Павла эмигрировала, проживала в Белграде.
Сестра Алла Витальевна (1874 — 18 мая 1930) вышла замуж за А. Д. Билимовича.
Ещё у Шульгина было два единоутробных брата — Павел Пихно (род. 1880) и Дмитрий Пихно (род. 1883). Оба погибли в Гражданской войне.
Первая жена Шульгина — Екатерина Григорьевна (1869—1934) приходилась Шульгину двоюродной сестрой (мать Шульгина и мать Градовской были родными сёстрами). Она была дочерью коллежского советника, писателя и публициста Г. К. Градовского, принадлежавшего дворянскому роду литовско-русского происхождения. Венчались Шульгин (на то время студент Императорского университета святого Владимира) и Градовская 20 января 1899 года (жениху — 21, невесте — 31 год) в Покровской церкви города Одессы. Поручителями при венчании выступили: податной инспектор 2-го участка города Киева, титулярный советник Сергей Григорьевич Градовский и потомственный дворянин Виталий Григорьевич Градовский, студент университета св. Владимира Андрей Дмитриевич Смирнов и дворянин Фёдор Николаевич Вуич. Местом венчания была выбрана удалённая от Киева Одесса, так как в Киеве венчание было невозможно ввиду близкого родства между молодыми. Она была публицистом, стала писать для «Киевлянина» и принимать активное участие в издании газеты, была её управляющим. В 1923 году развелась с В. В. Шульгиным, в 1934 году покончила жизнь самоубийством.
Сыновья Василид (Василёк) (старший), Вениамин (Ляля) и Дмитрий (младший):
- Василид (1899 — 1(14) декабря 1918) добровольцем записался в «Орденскую дружину», состоявшую в основном из учащейся молодёжи, и погиб, как и все 25 юношей из этой дружины, в бою со сторонниками Директории 1 (14) декабря 1918 года при обороне Киева, когда их забыли поставить в известность, что гетман капитулировал и они могут покинуть позицию (этот эпизод лёг в основу сцены боя на «Политехнической стреле» в романе М. А. Булгакова «Белая гвардия»).
- Вениамин (31 марта (13 апреля) 1901 — ок. 1925). В 1920 году — юнкер Флота, служил в пулемётной команде 3-го Марковского полка и пропал без вести (был раненым захвачен красными в плен) во время Крымской эвакуации. Шульгин дважды предпринимал попытки найти следы сына, тайно посещая СССР, но оба раза безуспешно. Вениамин умер в доме для умалишённых либо в Полтаве, либо в Виннице в начале 1920-х[141]. Биограф Шульгина С. Ю. Рыбас писал, что уже под конец жизни КГБ помог Шульгину разыскать следы сына — в Виннице была найдена лечащий врач Вениамина, к тому времени пожилая дама. Спецслужба организовала Шульгину поездку в Винницу, в которой его сопровождал даже начальник Владимирского областного управления КГБ полковник В. И. Шевченко. Психиатрическая лечебница Винницы, где содержали сына Шульгина, сгорела вместе со всем архивом в ходе Великой Отечественной войны, но врач вспомнила: «Это было очень давно, в 1925 году, но я запомнила вашего сына, потому что он был трудный больной. Он отказывался от пищи и приходилось кормить его насильно. Эта операция так же болезненна для больного, как и для врача… я… была в этой больнице почти до конца 1925 года, а потом уехала. Он мог умереть после этого». Она также помнила, что у него по голове и по правой половине лица проходил длинный шрам. От больницы сохранилось только больничное кладбище, где в одной из номерных безымянных могил и покоился сын Шульгина[142].
- Младший сын Дмитрий (10 (23) мая 1905 — 15 июня 1999, Бирмингем (Алабама))[139] в 1920 году поступил в воссозданный в Крыму Морской кадетский корпус, в числе воспитанников которого на борту Русской эскадры ушёл в Бизерту, откуда переехал во Францию. Друг отца В. А. Маклаков устроил юношу в Сен-Сир[143]. Женился на Антонине Ивановне (урождённая Гуаданини). Во время Великой Отечественной войны служил в РОА, был членом НТС, занимался организацией ячеек НТС на оккупированных немцами территориях, преподавал немецкий язык в Минске[144]. В конце 1960-х годов Дмитрий, проживавший после Второй мировой войны в США и состоявший членом Вашингтонского подотдела Северо-американского отдела НТС, нашёл отца. Они вступили в переписку. Шульгин хотел увидеть сына и обратился к советским властям с просьбой о поездке к нему. После долгих мытарств пришёл ответ: «Нецелесообразно», после чего КГБ вообще прервал переписку сына и отца[99]. Дмитрий называл себя Демьяном (в американских документах — англ. Dimitry Schulgin), проживал в городе Бессемере (штат Алабама); американского гражданства так и не принял, говоря: «Но ведь кто-то должен оставаться русским!»[99] Сын — Василий Дмитриевич (род. 1943)[139]

Во время Гражданской войны Шульгин встретил свою вторую любовь, трагическую. «Даруся» (Дарья Васильевна Данилевская, подлинное имя — Любовь Антоновна Попова) умерла от скоротечной, в одиннадцать дней, испанки 11 (24) ноября 1918 года в Яссах, когда в качестве секретаря сопровождала Шульгина на Ясское совещание. В дороге оба они заболели. Шульгин выздоровел, Даруся скончалась. Шульгин тяжело переживал утрату и даже подумывал о самоубийстве — «…но что-то удержало. Быть может мысль, что после смерти самоубийца не попадёт туда, где находилась душа женщины, умершей как святая». Никогда не диктуя о ней, он говорил так: «О ней нужно писать книгу или не писать ничего».
Последняя жена Шульгина Мария Дмитриевна Седельникова, дочь генерала Д. М. Седельникова, была вдвое моложе Василия Шульгина. Первопоходница. Познакомились в конце существования Белого Крыма, когда её, радистку, по недоразумению арестовала контрразведка. Седельниковой грозил расстрел. Шульгин спас её и забыл об этом случае. В Константинополе она нашла его и, как вспоминал Шульгин, «пошла напролом». Они обвенчались в русском православном храме города Новый Сад 21 сентября 1924 года, получив предварительное согласие на брак от отца Седельниковой и первой жены Екатерины Григорьевны, с которой Седельникова подружилась. Когда Екатерина Григорьевна покончила с собой, Седельникова тяжело переживала эту смерть, обвиняя себя в случившемся.

Шульгин, М. Д. Седельникова (Шульгина), Н. Н. Браун, секретарь Шульгина, поэт-монархист. Гагра, 1966

У В. В. Шульгина были родственники, имевшие противоположные политические взгляды. Так, его двоюродный брат Яков Николаевич Шульгин сочувствовал социал-демократии, из-за чего семья B. В. Шульгина с ним не общалась, и поддерживал украинское движение. В конце жизни он отдал всё своё скромное состояние на издание литературы на украинском языке. Все трое его сыновей активно участвовали в украинском движении, а старший — Александр — стал министром иностранных дел УНР. Родная сестра Якова Николаевича Вера Николаевна Шульгина вышла замуж за украинского педагога и общественного деятеля В. П. Науменко и после этого, так же как и её родной брат, встала на «украинские позиции».

## Память
В честь В. В. Шульгина названа гора (гора Шульгина, Баренцево море, Новая Земля, гора нанесена на карту в 1913 году Г. Я. Седовым, им же было присвоено название по фамилии одного из участников комитета помощи его экспедиции, члена Государственной думы Василия Витальевича Шульгина).

## После смерти
По заключению Генеральной прокуратуры Российской Федерации от 12 ноября 2001 года Шульгин был полностью реабилитирован. В 2008 году на доме по улице Фейгина во Владимире, где он провёл последние годы жизни, была установлена мемориальная доска с текстом: «В этом доме с 1960 по 1976 гг. жил выдающийся общественный и политический деятель Василий Витальевич Шульгин».

## В литературе и искусстве
В романе 1965 года «Мёртвая зыбь» писателя Л. В. Никулина Шульгин показан как один из участников чекистской операции «Трест». В 1967 году роман был экранизирован Сергеем Колосовым под названием «Операция „Трест“»; роль Шульгина сыграл Родион Александров.
В фильме режиссёра Ф. М. Эрмлера «Перед судом истории», вышедшем в 1965 году и посвящённом событиям Февральской революции, Шульгин сыграл самого себя. Обладая навыками выдающегося думского оратора, Шульгин средствами актёрского мастерства пытался передать потомкам эмоциональность думских выступлений, речевую манеру и внешний облик императора Николая II и других лиц, своё собственное восприятие исторических событий, свидетелем которых ему довелось быть.
В фильме режиссера В. В. Корш-Саблина "Крушение империи" (1970), снятым на киностудии «Беларусьфильм», роль Шульгина исполняет актёр Борис Клюев.
В сериале Крылья империи, полностью показанном в 2019 году, роль Шульгина исполняет актёр Александр Тарханов.

## Основные сочинения
В. В. Шульгин — автор многочисленных публицистических и аналитических газетных статей, ряда романов, а также мемуаров. В Государственном архиве Российской Федерации хранится личный фонд (№ Р—5974 Оп. 4. единиц хранения 583) рукописных материалов авторства Василия Витальевича и его супруги Екатерины Григорьевны, в который включены документы 1918—1926 годов, в своей большей части вообще ещё не введённые в научный оборот, несомненно представляющие большой научный интерес.
Библиография основных произведений Шульгина, заведомо неполная:
Книги
- Писатель: Посвящается В. Г. Короленко. — СПб.: Отеч. тип, 1907. — 16 с.
- Адмирал Макаров: Пролог. — Киев: Тип. т-ва И. Н. Кушнерев и К°, 1908. — 64 с.
- Сапёрный бунт. — Харьков: Тип. журн. «Мирн. труд», 1908. — 44 с.
- Еврейка. Харьков: Тип. «Мирный труд», 1908. — 64 с.
- Погром. — Киев: Тип. т-ва И. Н. Кушнерев и К°, 1908. — 96 с.
- Выборное земство в Юго-западном крае. — Киев: Тип. т-ва И. Н. Кушнерев и К°, 1909. — 64 с.
- Недавние дни : [Рассказы]. — Харьков: Тип. «Мирн. труд», 1910. — 2 + 269 с.
- Один из многих. — Киев: Тип. т-ва И. Н. Кушнерев и К°, 1913. — С. 10.
- Украинский народ. — Ростов-на-Дону, 1919. — 24 с.
- Белый о белых. (Из книги «1920-й»). — М.: Гудок, 1927. — 62 с. — 40 000 экз.
- «Что нам в них не нравится…»: Об антисемитизме в России. — Париж: Russia Minor, 1929. — 330 с. Архивировано 2 января 2012 года.
- Что нам в них не нравится. — М.: Русская книга, (1994). — 448 с. — 15 000 экз.
- Аншлусс и мы! — Белград: Издание Н. З. Рыбинского, 1938. — 16 с.
- Годы. Дни. 1920 / Предисл. В. Владимирова, С. Пионтковского. — М.: Новости, 1990. — 832 с. — (Голоса истории). — ISBN 5-7020-0073-0., 100 000 экз.
- Годы. Воспоминания члена Государственной думы. — М.: АПН, 1979.
- Дни: Записки. — Л.: Прибой, 1925. — 228 с. Допечатки: 1926 и 1927 гг.
- 1920 г. : очерки. — София: Российско-Болгарское книгоизд-во, 1921. — 278 с.
- 1920. Очерки. — М.: ГИЗ, 1922. — 46 с.
- 1920. Очерки / Предисл. и прим. С. Пионтковского. — Л.: Прибой, 1926, 1927. — 216 с.
- Дни. — Белград: изд. Суворина, 1925. — 310 с.
- Дни. 1920. — М.: Современник, 1989. — 560 с. — 200 000 экз.
- Письма к русским эмигрантам. — М.: Соцэкгиз, 1961. — 95 с.. — 100 000 экз.
- Приключения князя Воронецкого : [Роман]. — [Киев]: Тип. т-ва И.Н. Кушнерев и К°, 1914. — 335 с.
- Приключения князя Воронецкого в стране свободы. Париж: Russia minor, 1930.— 328 с.
- Три столицы. Воспоминания. — Берлин, 1927. — 462 с.
- Три столицы. — М.: Современник, 1991. — 498 с. — 100 000 экз.

Статьи
- Бейлисиада // Память : исторический сборник. — Париж, 1981. — Вып. 4. — С. 7—54.
- Белые мысли (Под Новый год) // Русская мысль. — 1921, Кн. I—II. — С. 37—43.
- Возвращение Одиссея: Второе открытое письмо русским эмигрантам // Известия : газета. — 1961, 7 сент. — С. 4.
- Деникин и Врангель // Предисл. H. H. Лисового. Московский строитель. — 1990, 20—27 февраля. — № 7. — С. 13—14.
- Новое о «Тресте» // Предисл. Г. Струве Новый журнал. — 1976. — № 125.
- Открытое письмо г. Петлюре // Кубань : журнал. — 1991. — № 9. — С. 47—48. Архивировано 12 сентября 2011 года.
- Против насильственной украинизации южной России // Киевлянин : газета. — 1917, 18 июля.
- Рассказ о Г. И. Гюржиеве // Предисл. H. H. Лисового. Московский строитель. — 1990, 20—27 нояб. — С. 12.
- Свидетель: Письма к русским эмигрантам // В мире книг : журнал. — 1989. — № 4. — С. 78—85.
- Украина // Киевлянин : газета. — 1912, 4 января.
- Украиноведение // Киевлянин : газета. — 1917, 15 июня.
- Украинствующие и мы // Свободное слово Карпатской Руси. — 1986. — № 9—10.
- Французская интервенция на юге России в 1918—1919 гг. (Отрывочные воспоминания) // Публ. и предисл. H. H. Лисового. Домострой. — 1992, 4 февр. — С. 12.
- Четвёртая столица (Из газеты «Возрождение») // Слово : газета. — Рига, 1927. — № 526.
- «Я обязан это сделать» (Открытое письмо к русским эмигрантам) // Известия : газета. — 1960. — Вып. 298.

- Столыпин и евреи // Правда Столыпина : сборник, I вып / Подг. к изд. Саратовским культурным центром им. П. А. Столыпина; сост. Г. Сидоровнин. — Саратов: Соотечественник, 1999. — ISBN 5-88830-008-X.
- Неопубликованная публицистика (1960-е гг.) // Три столицы. — М., 1991. — С. 377—397.
- Размышления. Две старые тетради // Неизвестная Россия. XX в.: Архивы, письма, мемуары. Кн. 1. — М., 1992. — С. 306—348.

На английском языке:
- V. V. Shulgin. The years: Memoirs of a member of the Russian duma, 1906—1917 / Transl. by Tanya Davis; Introd. by Jonathan E. Sanders. — New York: Hippocrene books, 1984. — P. XVII + 302. — ISBN 0-88254-855-7.

### Не издано при жизни
- «Да ведают потомки»: Неизданное предисловие к книге «Годы» // Домострой. — 1993, 12 янв. — С. 8—9.
- Мистика // Публ., вступ. ст. А. Воронцова Наш современник : журнал. — 2002. — № 3. — С. 137—149.
- Опыт Ленина // Предисл. М. А. Айвазяна; послесл. В. В. Кожинова. Наш современник : журнал. — 1997. — № 11.
- Последний очевидец : Мемуары. Очерки. Сны. — М.: ОЛМА-ПРЕСС, 2002. — 588 с. — (Эпохи и судьбы). — ISBN 5-94850-028-4.
- Пятна // Лица : Биографический альманах / Предисл. и публ. Р. Г. Красюкова; коммент. Б. И. Колоницкого. — М.; СПб., 1996. — Т. 7. — С. 317—415.
- Тени, которые проходят / сост. Р. Г. Красюков. — 1-е. — СПб.: Нестор-История, 2012. — 688 с. — 500 экз. — ISBN 978-5-90598-638-3.
- 1917—1919 // Лица : Биографический альманах / Предисл. и публ. Р. Г. Красюкова; коммент. Б. И. Колоницкого. — М.; СПб., 1994. — Т. 5. — С. 121—328.
- 1921 год // Предисл. Е. А. Осмининой. Континент : журнал. — 2002. — № 114.; продолжение — 2003, № 117, окончание — 2003, № 118. Впервые изданные в 2002—2003 годах очерки В. В. Шульгина.

## Комментарии
1. ↑  Даты в статье даны по старому и новому стилю, если события относятся к дореволюционному периоду и Гражданской войне в России, так как в Российской империи и на Белом Юге использовался старый стиль.
2. ↑  Уже в самом конце жизни, в 1974 году, 96-летний Шульгин решил восстановить могилу Д. И. Пихно. Шульгин добился разрешения на поездку в Ровно, где в своём бывшем имении тот был похоронен, и, действуя через местный обком, добился восстановления фамильного склепа (Тихонов Д. Тот самый Шульгин : Интервью с актёром Николаем Коншиным, который долгое время был личным секретарём В. В. Шульгина (недоступная ссылка — история) // Российская Федерация сегодня : журнал. — март 2008.).
3. ↑  Самое масштабное и так и не оконченное литературное произведение Шульгина. Он писал его, с перерывами, всю жизнь, и к её концу роман насчитывал восемь томов.
4. ↑  Такой номер выпал блоку в бюллетене для голосования
5. ↑  Из 150 мандатов блок Шульгина провёл в Думу 18 гласных, уступив социалистам (44 гласных) и украинским социалистам (24 гласных) (Рыбас С. Ю. Василий Шульгин: судьба русского националиста. — М.: Молодая гвардия, 2014. — С. 295—543 с. — (Жизнь замечат. людей: сер. биогр.; вып. 1478). — ISBN 978-5-235-03715-1).
6. ↑  Позднее протестные листы были изъяты во время обыска в редакции «Киевлянина» Комитетом охраны революции в Киеве и впоследствии исчезли.
7. ↑  Поводом послужила телеграмма, направленная Корниловым в дни выступления Шульгину с просьбой прибыть в Ставку. Перехваченную телеграмму Шульгин не получил, но ночью к нему на квартиру явились с обыском и арестом.
8. ↑  Пятаков в своё время был возвращён в Киев из ссылки в Сибирь по ходатайству Д. И. Пихно.
9. ↑  Так, в отличие от Деникина, Врангель не опасался «украинского» языка и терминологии — выпуская своё воззвание к жителям Малороссии, начал его с обращения «Сыны Украины»
10. ↑  На западнославянских языках — пчелиная матка.
11. ↑  Шульгин придумал для её обозначения термин «килевая партия».
12. ↑  Немецкие военнопленные были освобождены по амнистии сразу после смерти Сталина; вернувшись домой, они стали направлять посылки своим товарищам по заключению.
13. ↑  Выделено В. В. Шульгиным.

### Воспоминания и мемуары
- Витте С. Ю. Воспоминания. — М., 1960. — Т. 1—3.
- Деникин А. И. Очерки русской смуты. — Берлин, 1925. — Т. 4.
- Милюков П. Н. Воспоминания. — М., 1990. — Т. 1—2.